# Toleranzkirche
Toleranzkirchen (in Österreich meist als Toleranzbethäuser bezeichnet) sind evangelische Kirchen, die nach 1781 auf der Grundlage des Toleranzpatents Kaisers Josef II. in der Habsburgermonarchie errichtet wurden. Diese Kirchen befinden sich heute in Österreich, Tschechien, der Slowakei, Ungarn, Polen und in der Ukraine.
Die Errichtung der Bethäuser unterlag einer strengen Reglementierung. So war der Bau von Kirchtürmen verboten.
Toleranzbethäuser wurden von der evangelisch-lutherischen Kirche, der reformierten (calvinistischen) Kirche und der Böhmischen Brüder-Unität erbaut.
Durch das Protestantenpatent von 1861 wurde dann die volle Religionsfreiheit und eine rechtliche Gleichstellung der evangelischen Kirchen erreicht. Danach wurden die meisten Toleranzbethäuser umgebaut und mit einem Kirchturm versehen oder durch einen Neubau ersetzt.

## Toleranzkirchen inBöhmen(jetzt Tschechien)
- Borová (Borowa), Okres Svitavy, (Böhmische Brüder)
- Daňkovice (Dankowitz), Okres Žďár nad Sázavou, (1788/1818, Böhmische Brüder)
- Džbánov (Zubern), Okres Ústí nad Orlicí, (Böhmische Brüder)
- Horní Krupá (Ober Kraupen), Okres Havlíčkův Brod, (1847, evangelisch-lutherisch)
- Hradiště, Okres Chrudim, (1787, Böhmische Brüder)
- Hořátev (Horatew), Okres Nymburk, (1792, Böhmische Brüder)
- Humpolec (Humpoletz), Okres Pelhřimov, Toleranzkirche (Humpolec) (1785, evangelisch-lutherisch)
- Jimramov (Ingrowitz), Okres Žďár nad Sázavou, (1792, evangelisch-lutherisch)
- Klášter nad Dědinou (Kloster), Okres Hradec Králové (1785, evangelisch-lutherisch)
- Krakovany (Krakowan),  Okres Kolín, (evangelisch-lutherisch)
- Křížlice, Ortsteil von Jestrabi, Okres Semily, Toleranzbethaus Křížlice (1786, Böhmische Brüder)
- Krucemburk (Kreuzberg), Okres Havlíčkův Brod, Evangelische Kirche (Krucemburk) (1782, Böhmische Brüder)
- Libenice (Libenitz), Okres Kolín, (1826, evangelisch-lutherisch)
- Libiš (Libisch), Okres Mělník, (1788/89, evangelisch-lutherisch)
- Libštát (Liebstadtl), Okres Semily, (evangelisch-lutherisch)
- Lysá nad Labem (Lissa), Okres Nymburk, Toleranzbethaus (Lysá nad Labem) (1795–1797, reformiert)
- Moraveč (Morawetsch), Okres Pelhřimov, (1788, evangelisch-lutherisch)
- Proseč (Prosetsch), Okres Chrudim, (evangelisch-lutherisch)
- Prosetín (Prosetin), Okres Žďár nad Sázavou, (1782, Böhmische Brüder)
- Rudník v Krkonoších, Okres Trutnov, Toleranzkirche (Rudník v Krkonoších) in Rudník v Krkonoších, Okres Trutnov, (1786, jetzt Ruine)
- Rybníky (Rybnik), Okres Příbram, Toleranzbethaus Rybníky (1847, evangelisch-lutherisch)
- Sázava (Sasau), Okres Žďár nad Sázavou, (1785, evangelisch-lutherisch)
- Sloupnice (Sloupnitz), Okres Svitavy, (evangelisch-lutherisch)
- Sněžné (Niemetzke), Okres Žďár nad Sázavou, (1788, evangelisch-lutherisch)
- Strměchy (Stremiech), Ortsteil von Pelhřimov, Okres Pelhřimov, (1788, evangelisch-lutherisch)
- Telecí, Okres Svitavy, (evangelisch-lutherisch)
- Velenice (Wellenitz), Okres Nymburk, (1782, evangelisch-lutherisch)
- Veselí (Wesseli), Okres Žďár nad Sázavou, (Böhmische Brüder)
- Vysoká (Wysoka) bei Melnik, Okres Mělník, (evangelisch-lutherisch)

Bilder von Toleranzkirchen in Böhmen, bei denen der ursprüngliche Zustand noch gut erkennbar ist

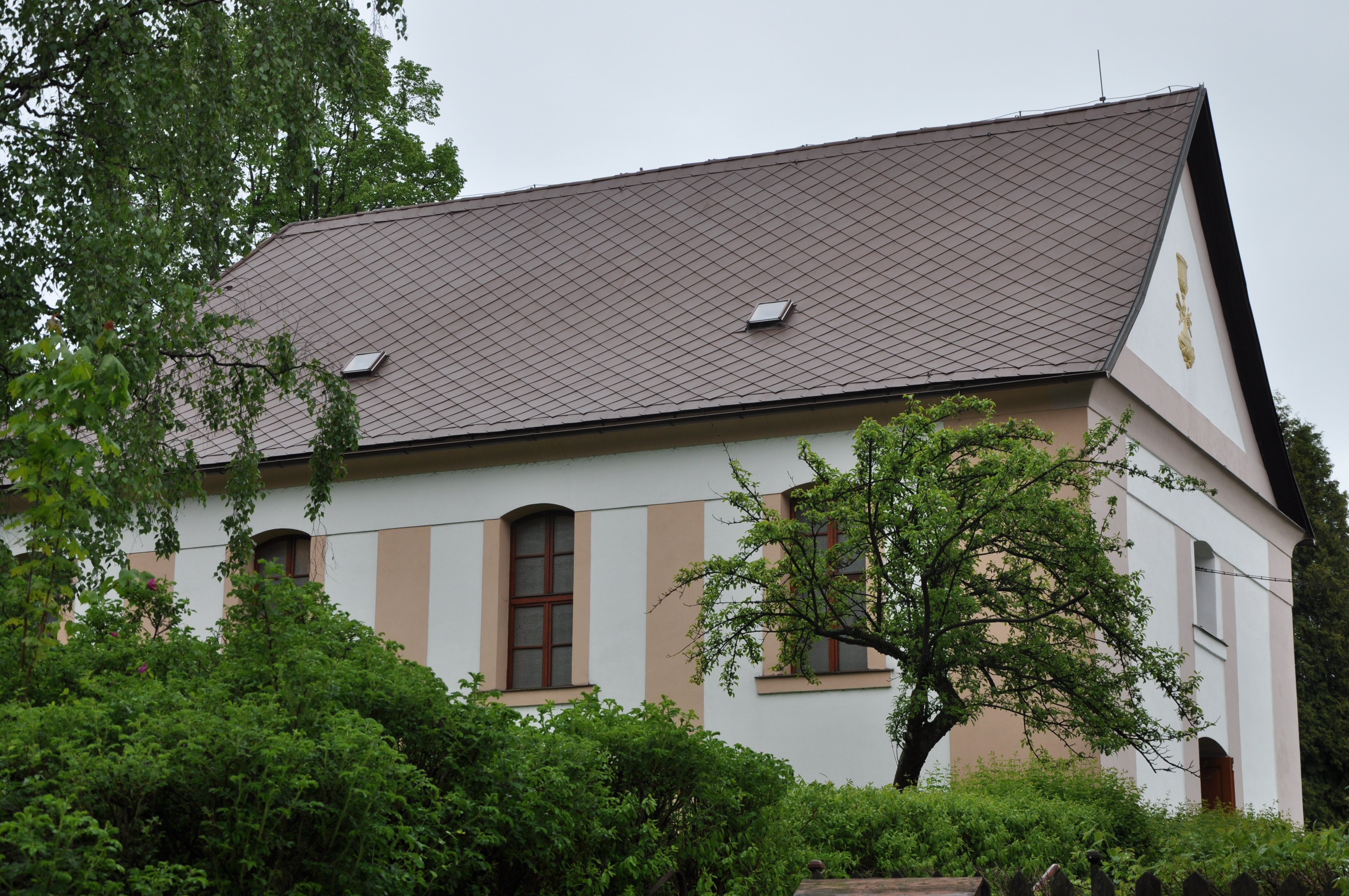
Toleranzkirche in Borová
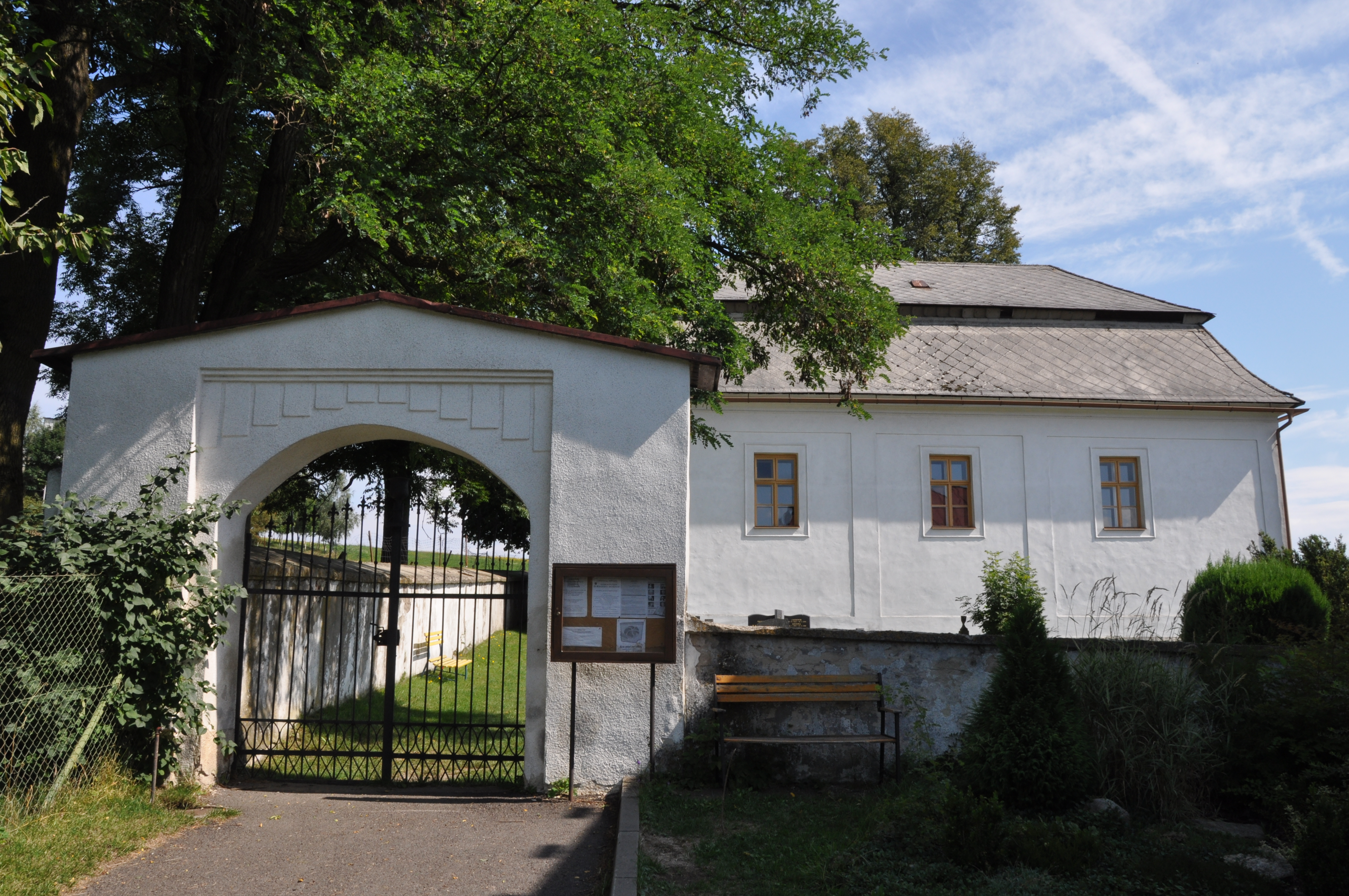
Toleranzkirche in Daňkovice
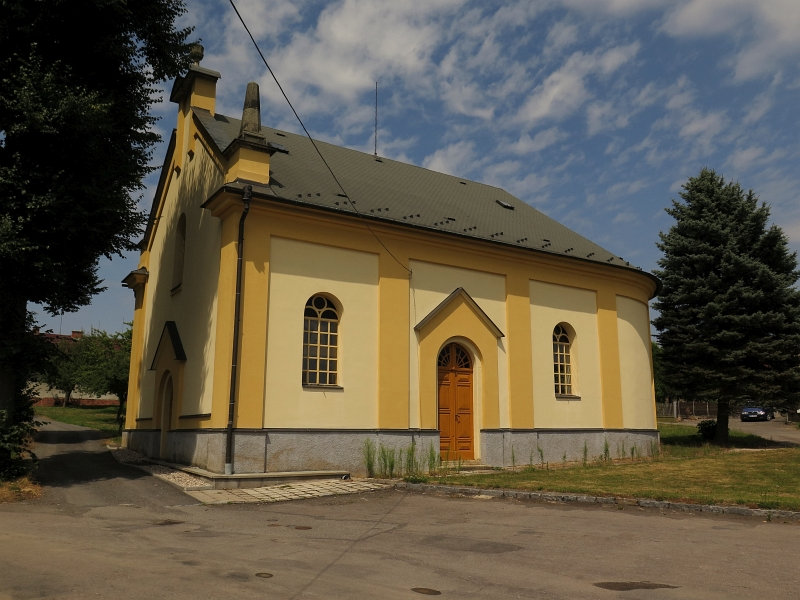
Toleranzkirche in Džbánov
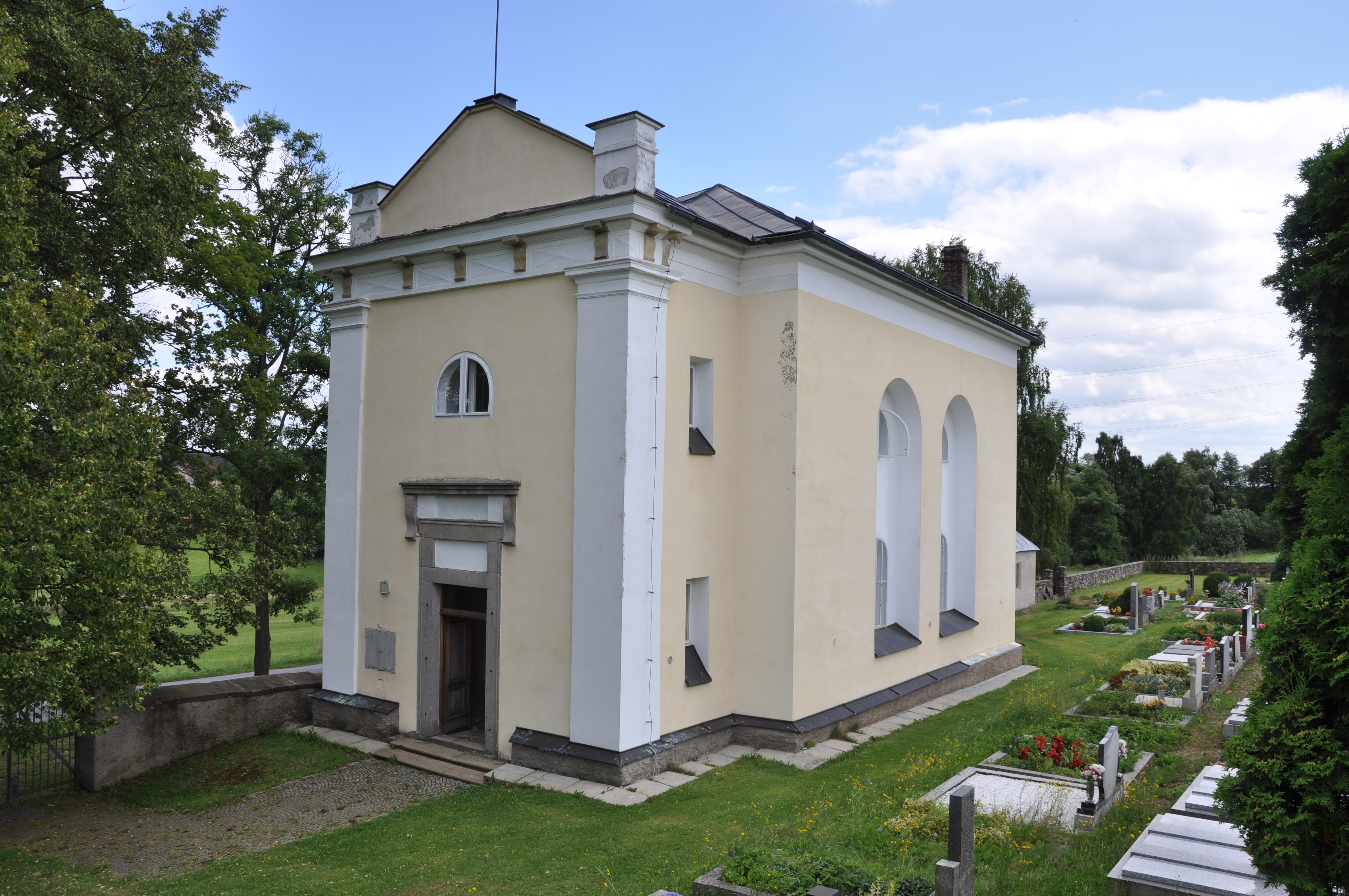
Toleranzkirche in Horní Krupá
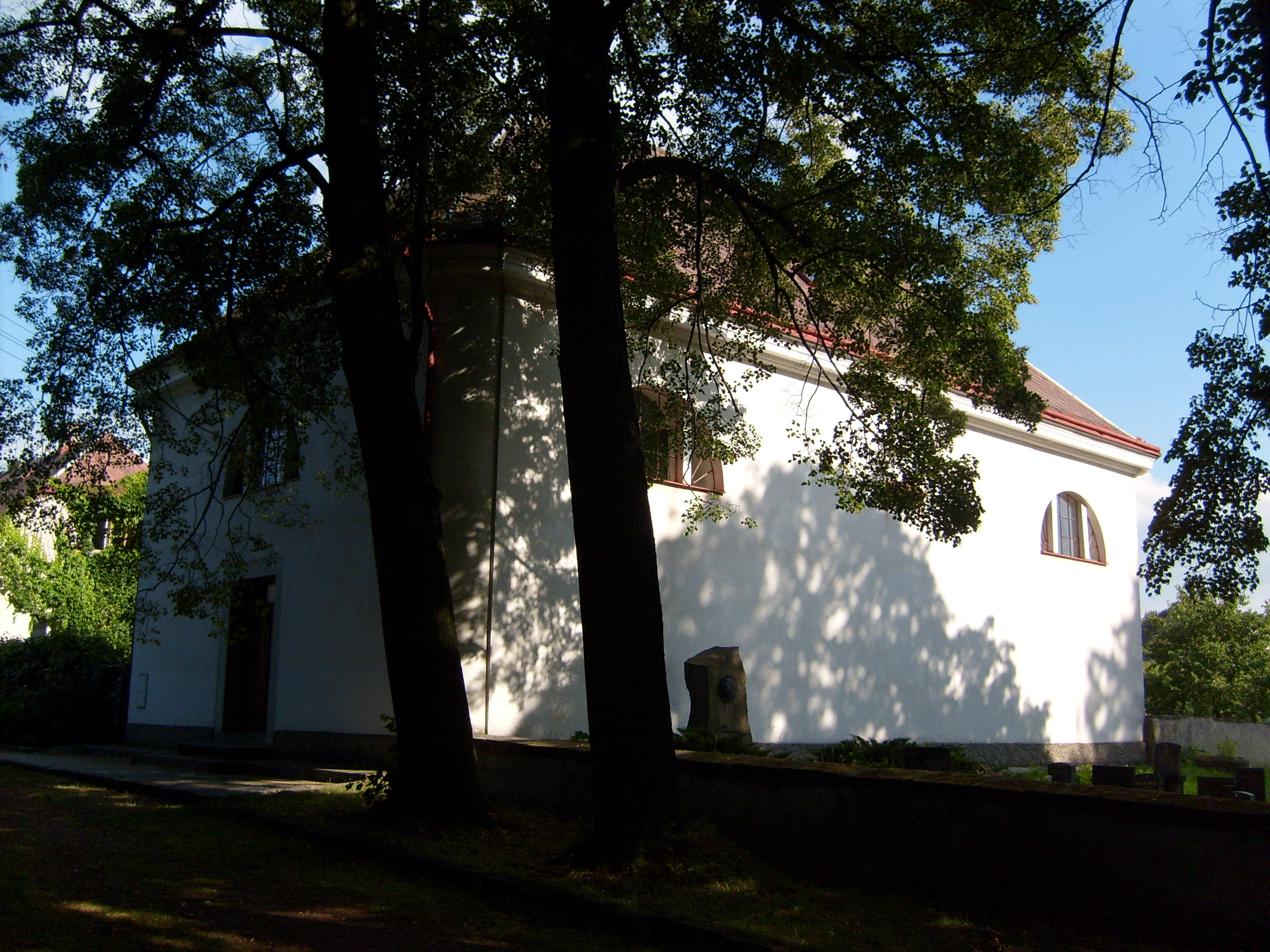
Toleranzkirche in Hradišti
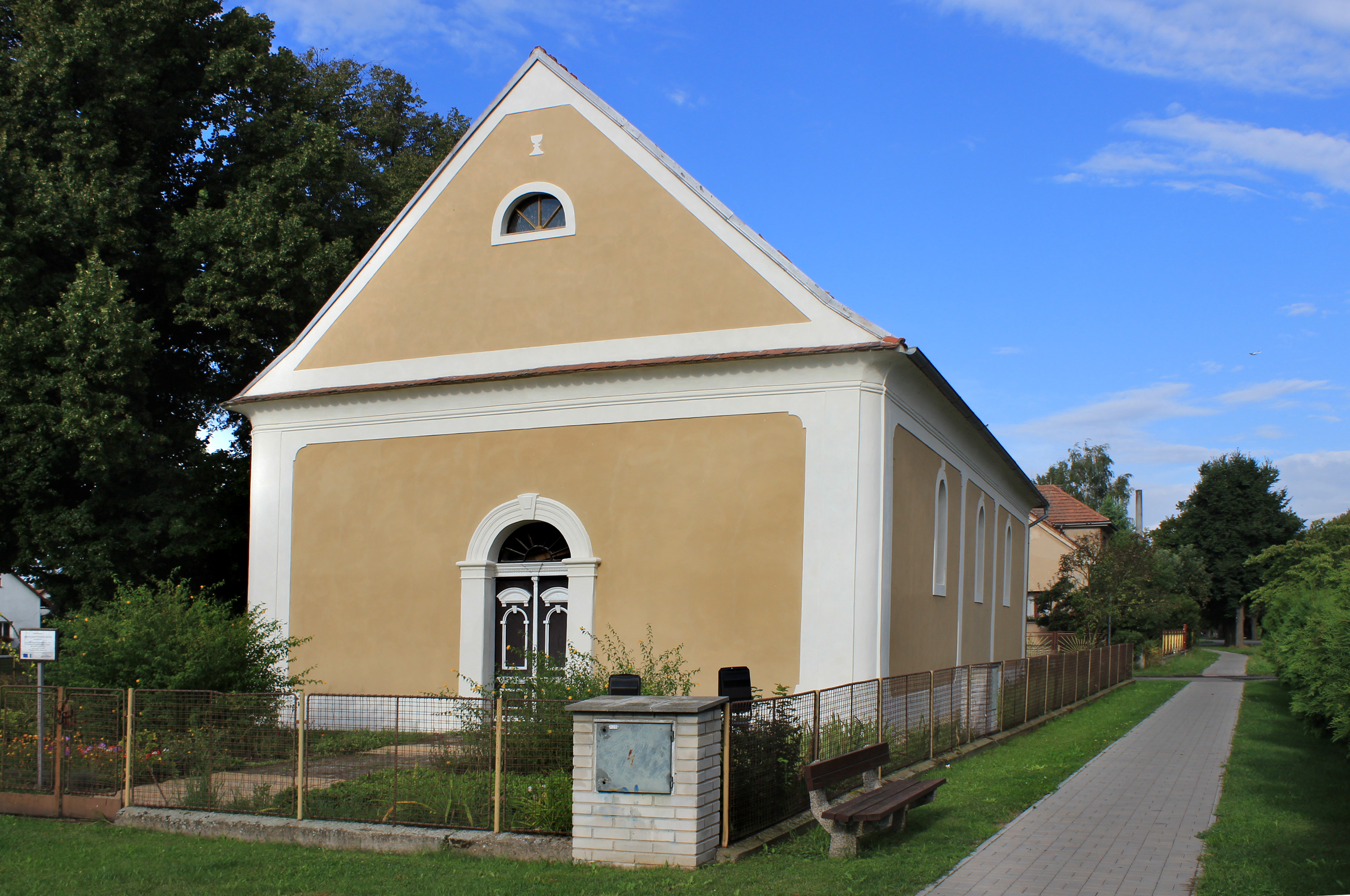
Toleranzkirche in Hořátev
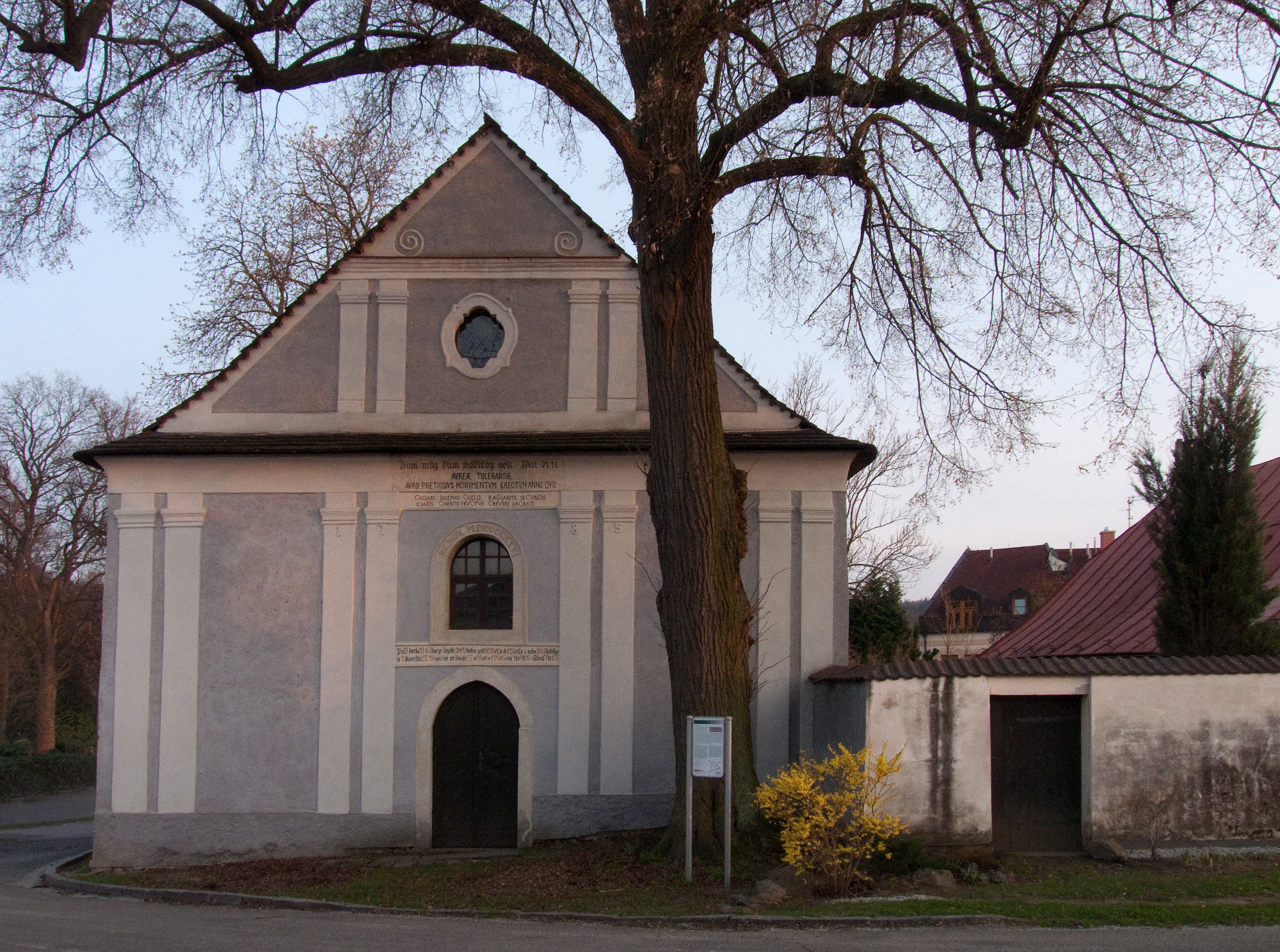
Toleranzkirche in Humpolec
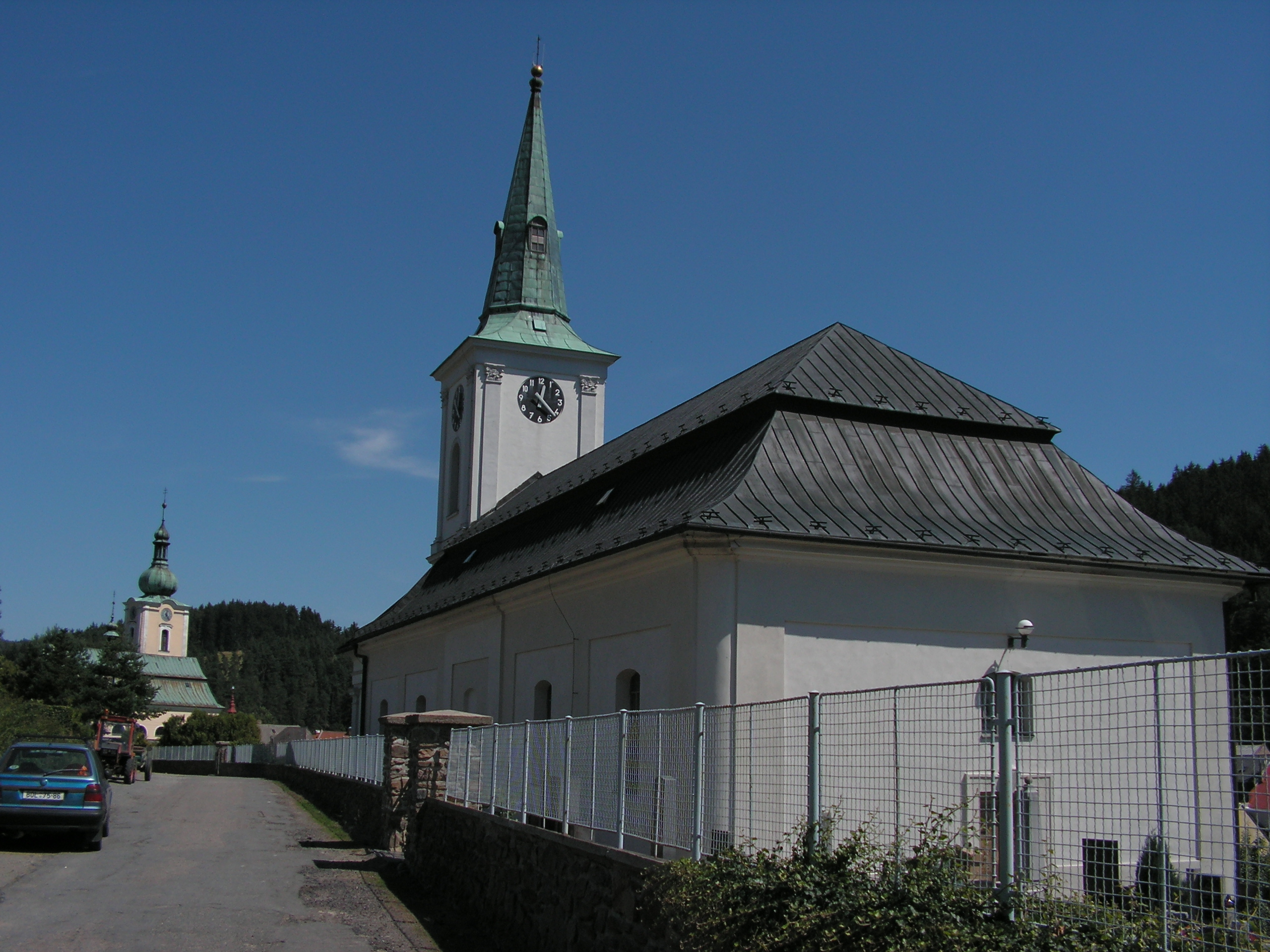
Toleranzkirche in Jimramov
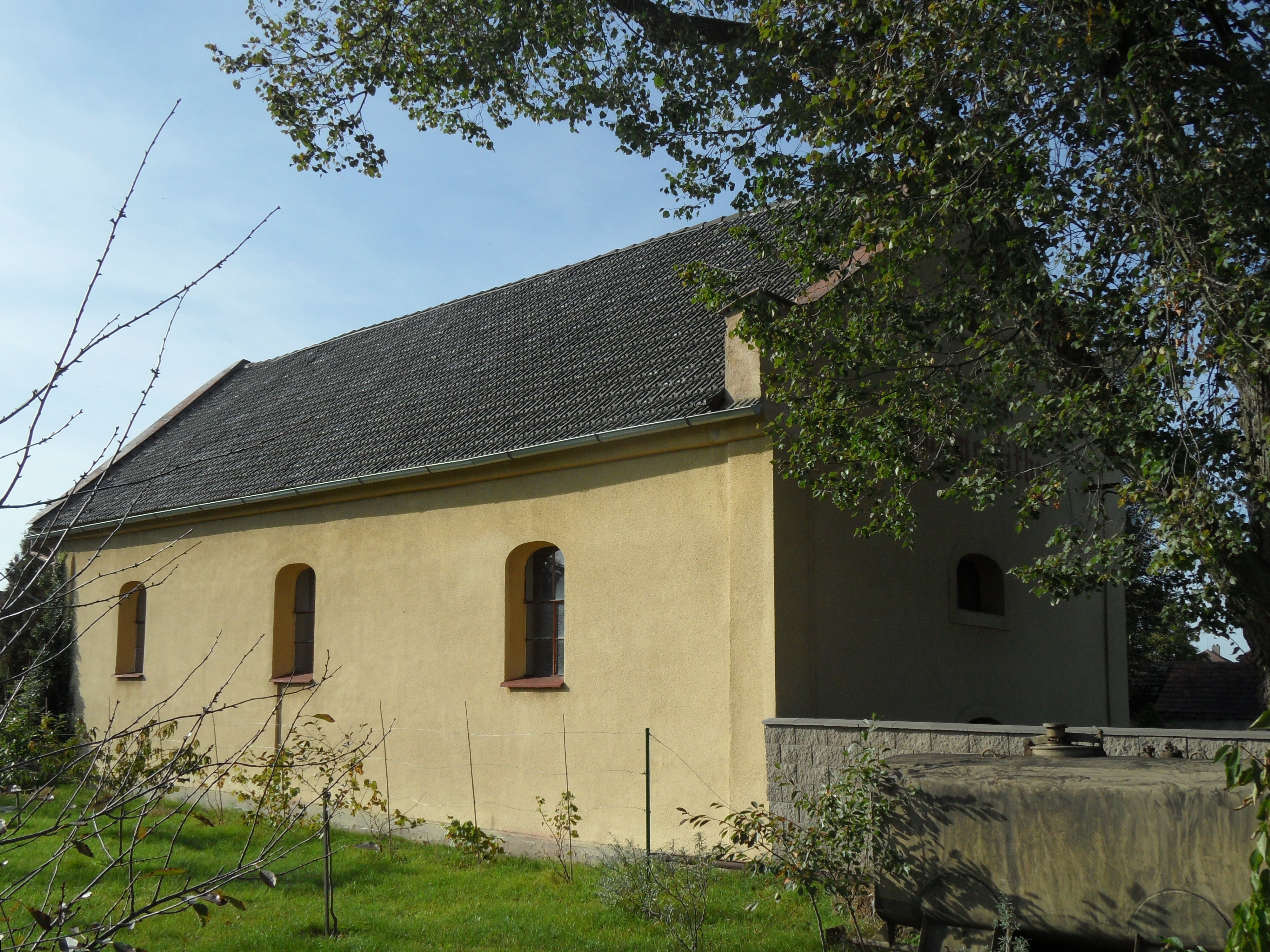
Toleranzkirche in Krakovany
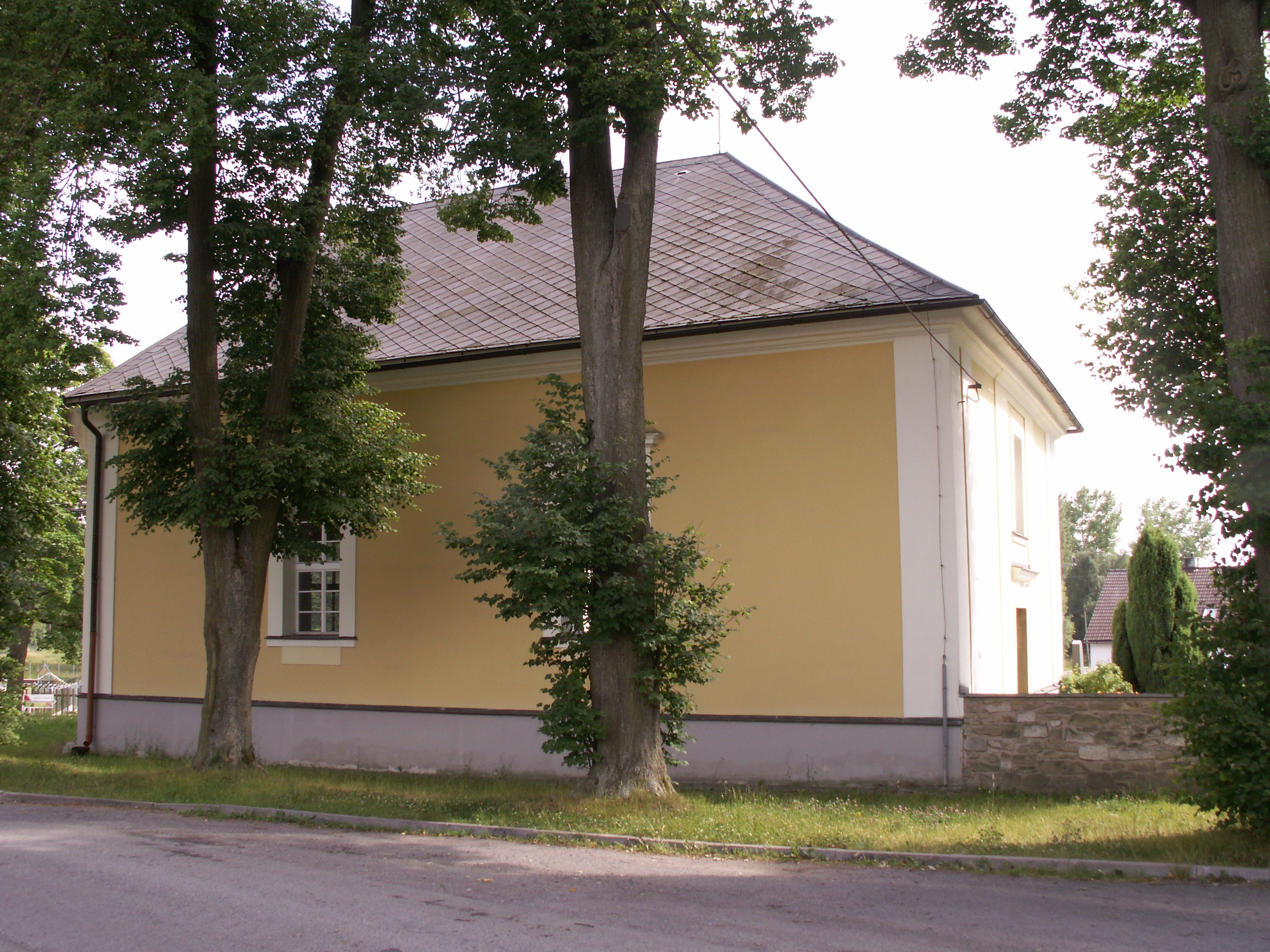
Toleranzkirche in Krucemburk
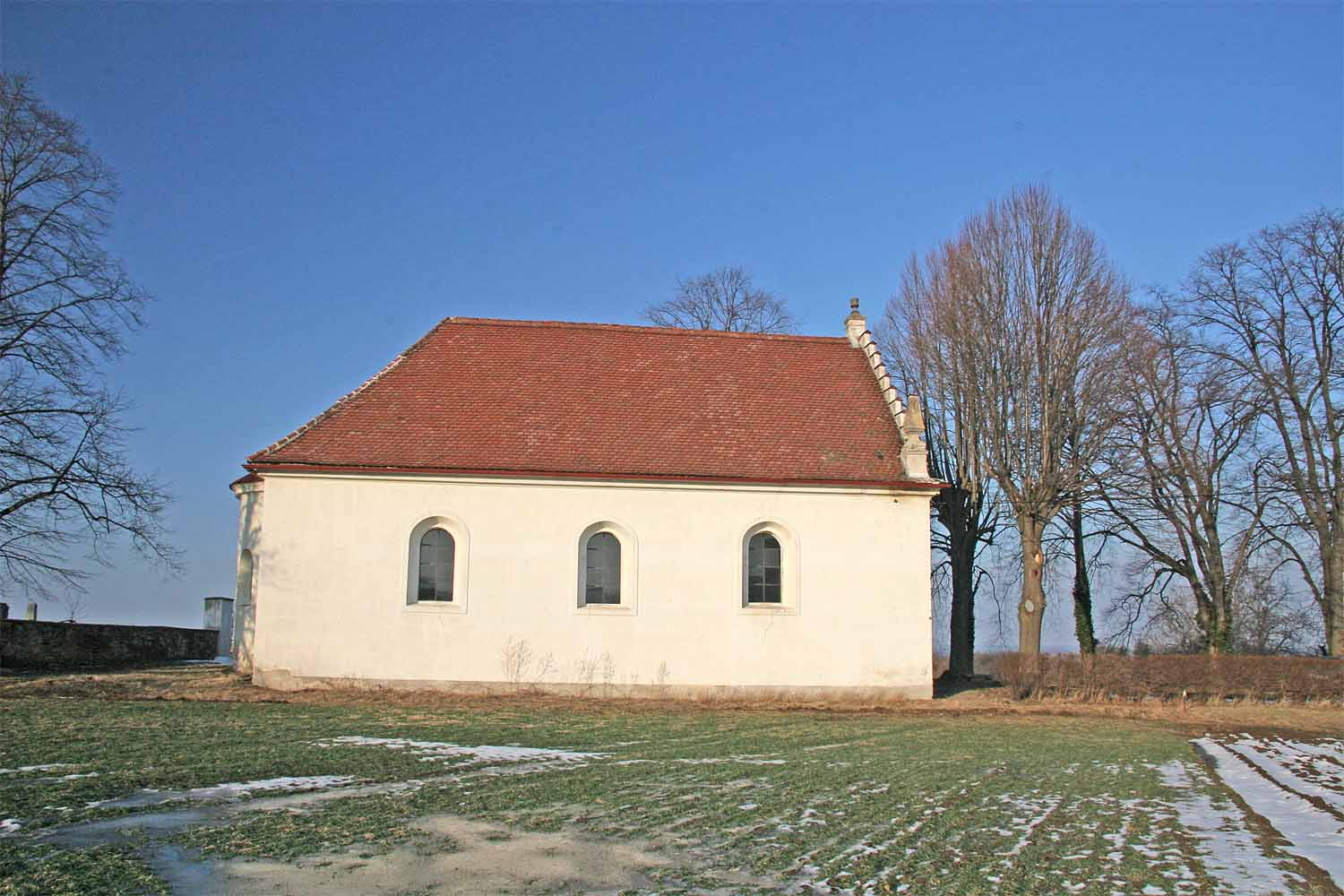
Toleranzkirche in Libenice
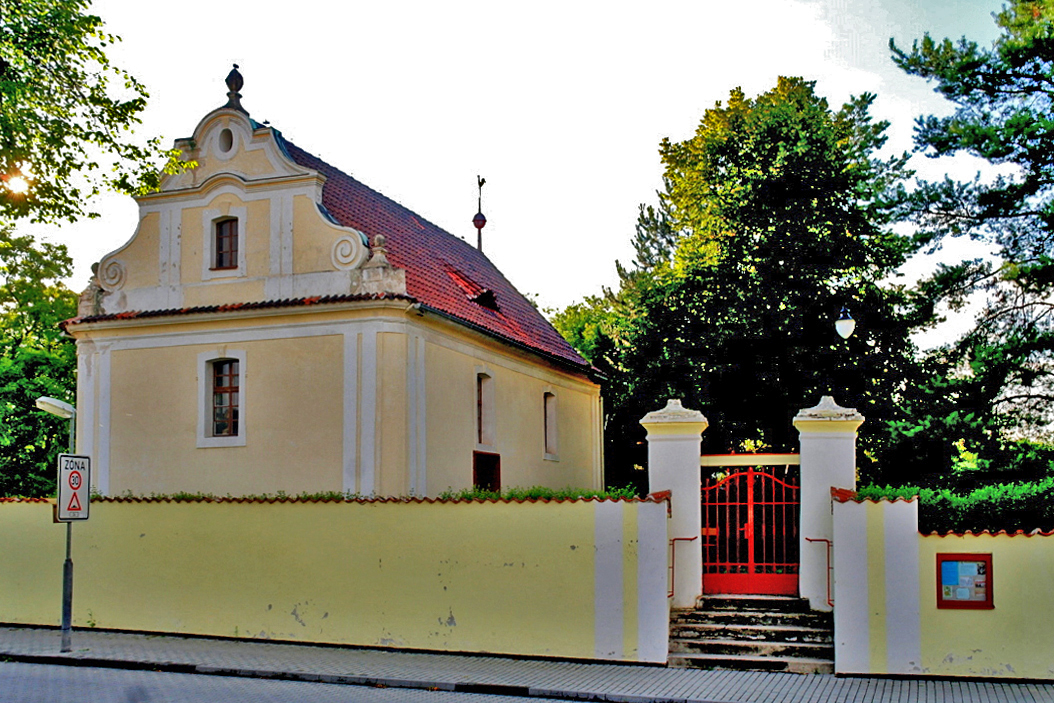
Toleranzkirche in Libiš
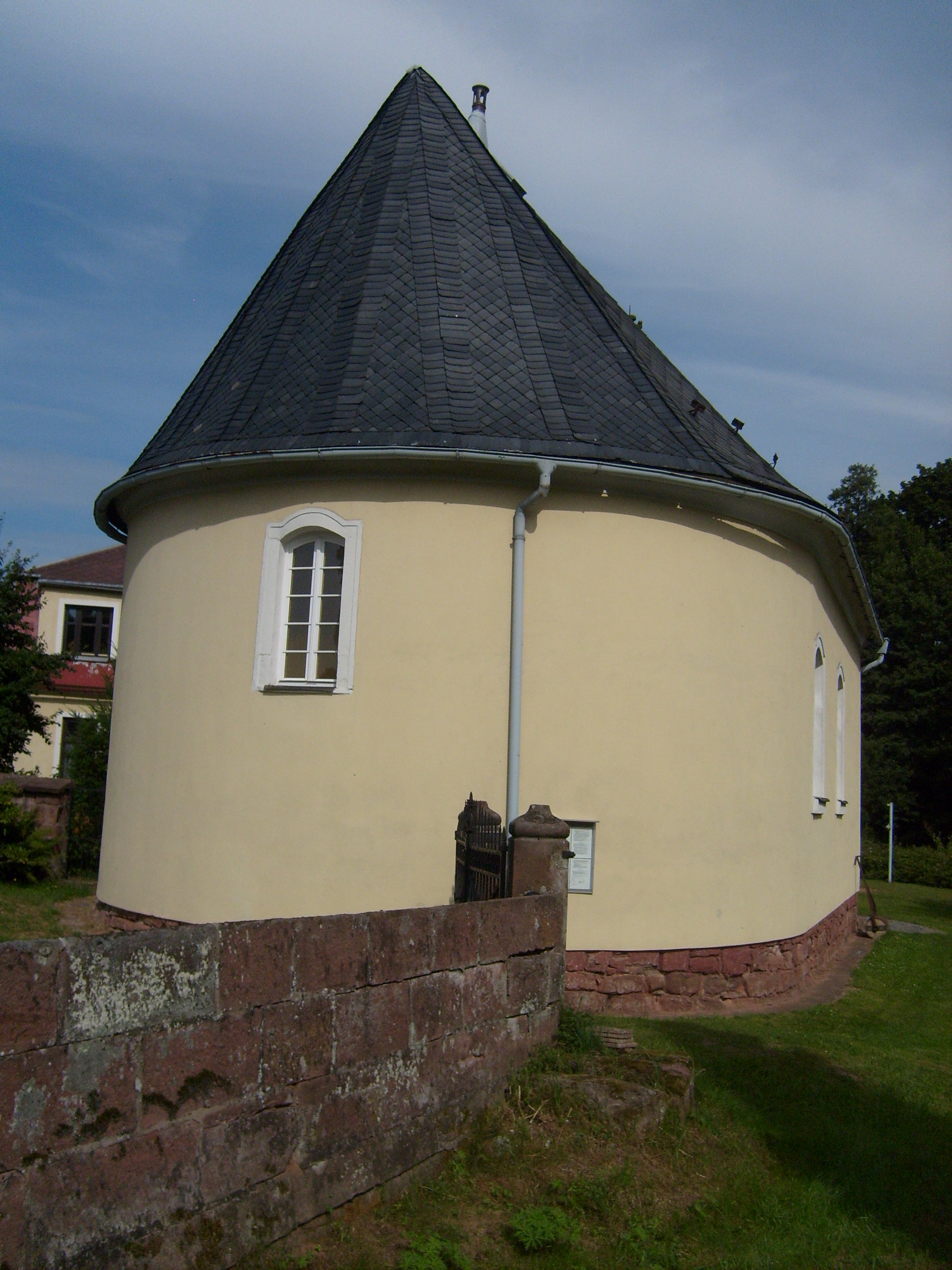
Toleranzkirche in Libštát
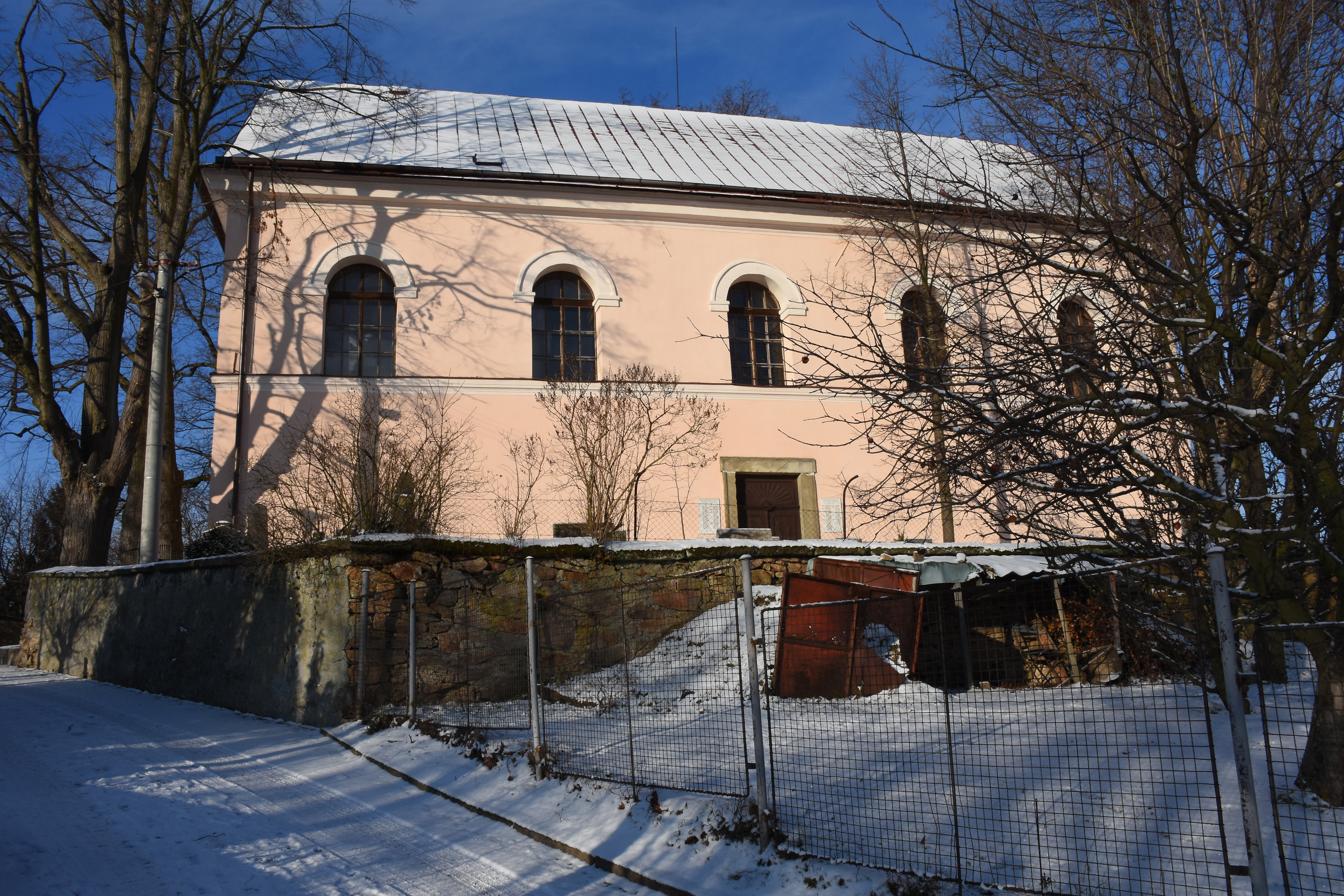
Toleranzkirche in Proseč
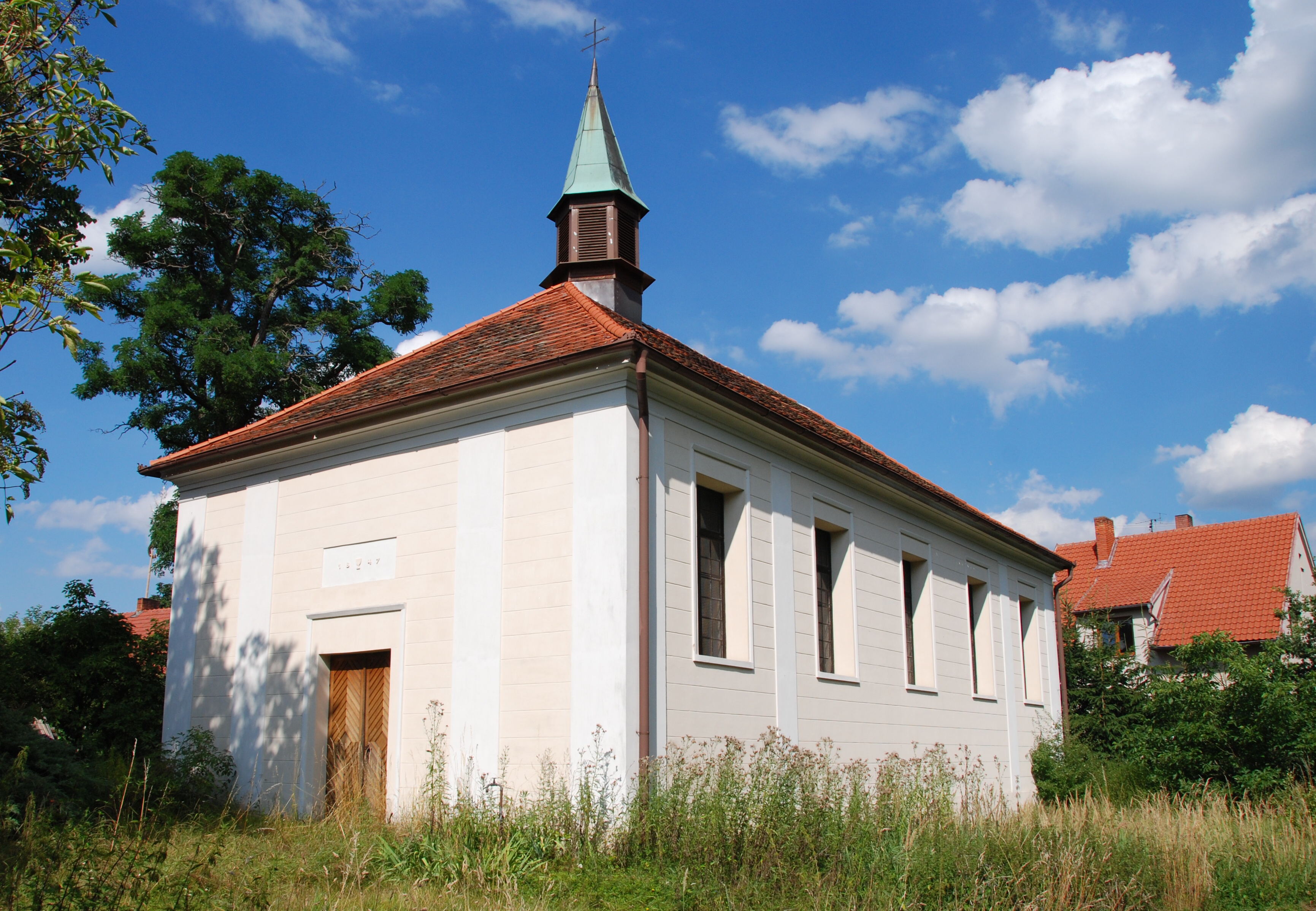
Toleranzkirche in Rybníky
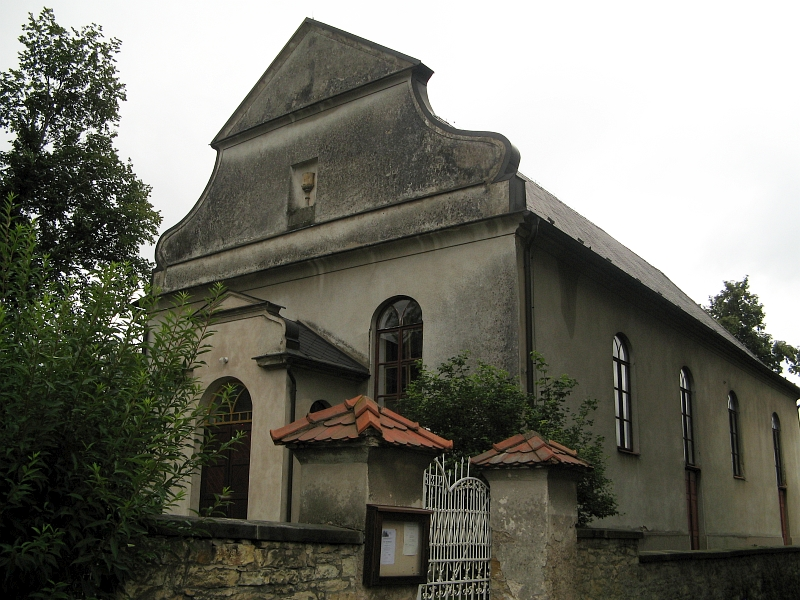
Toleranzkirche in Sloupnice
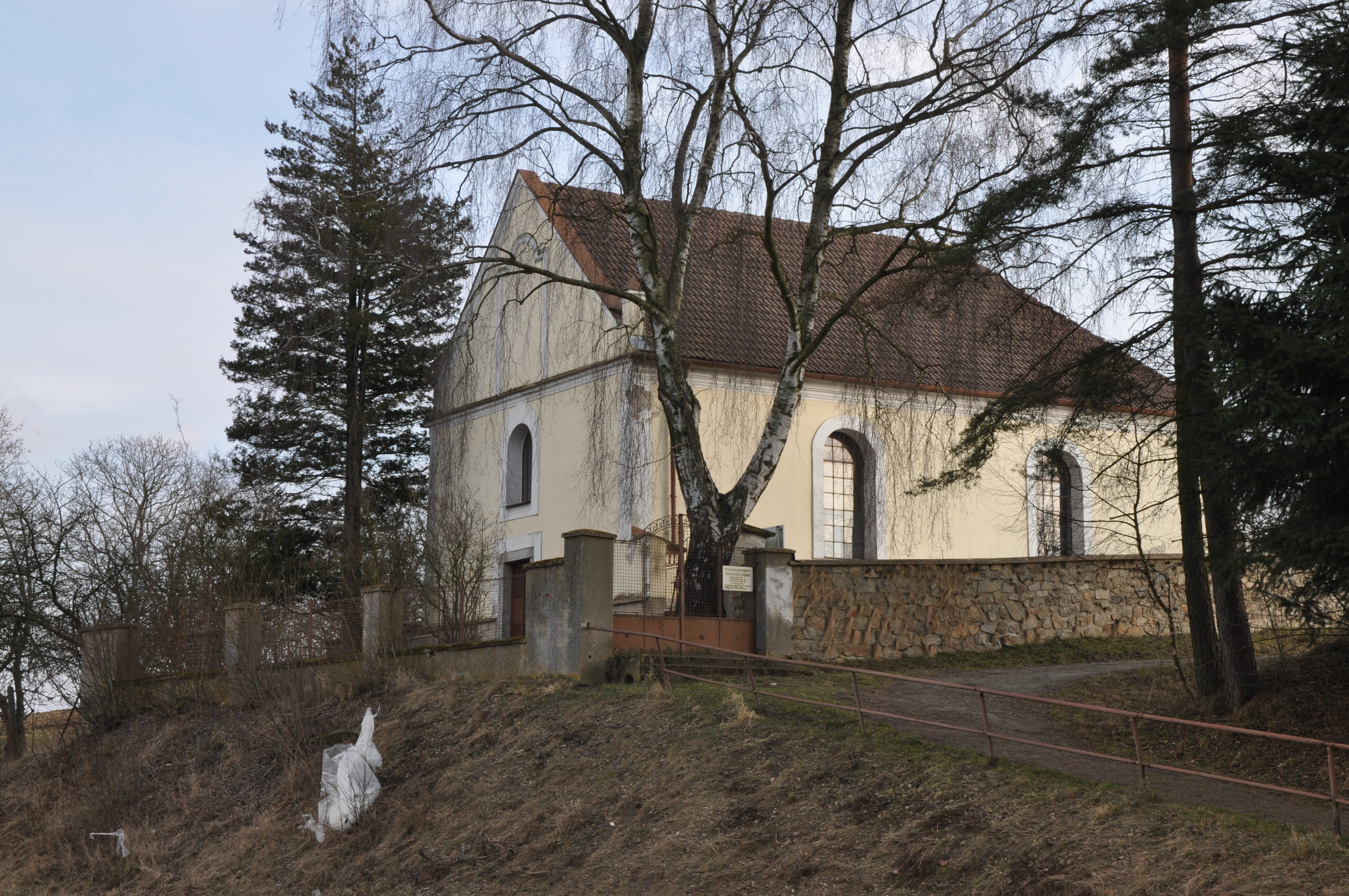
Toleranzkirche in Strměchy
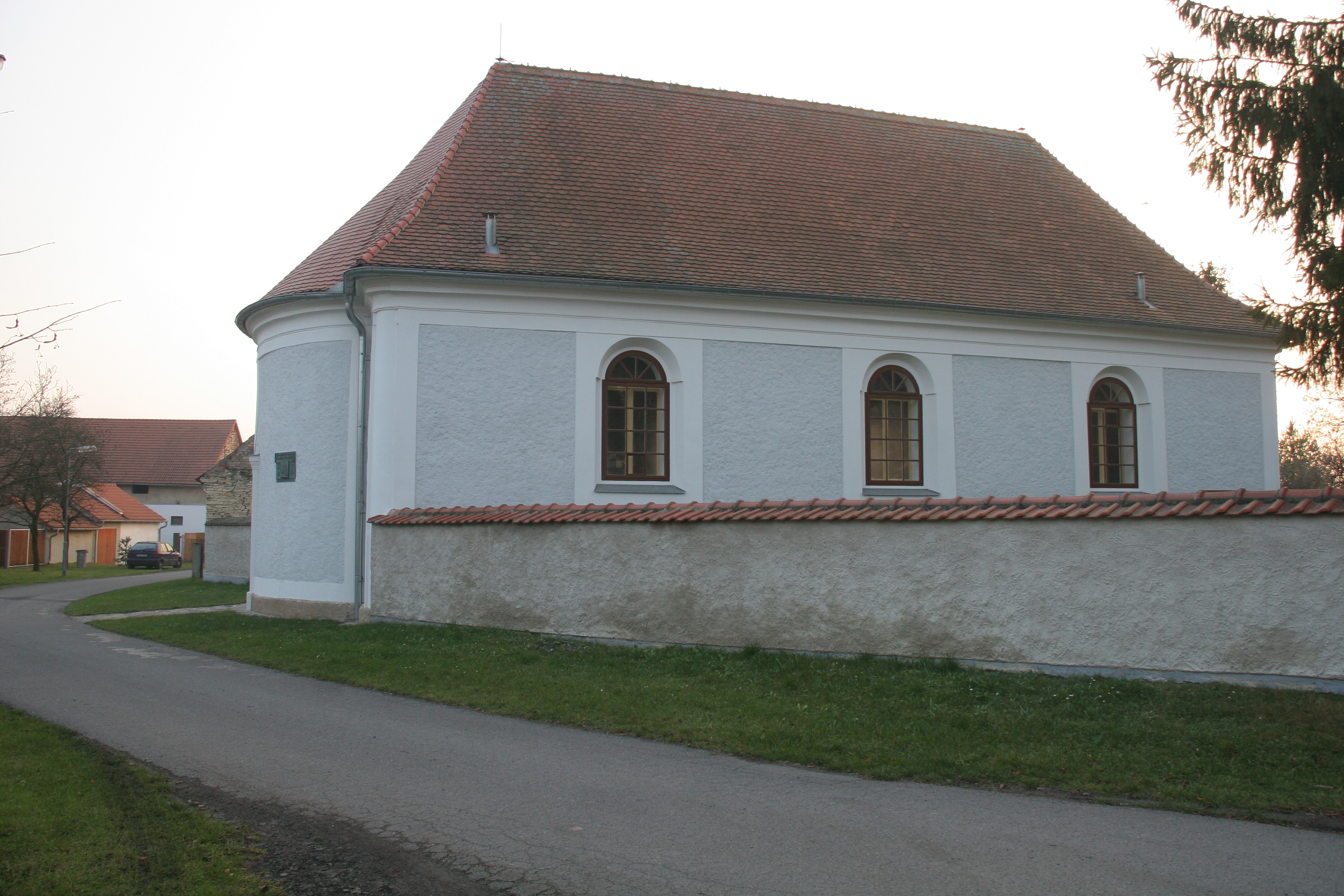
Toleranzkirche in Velenice
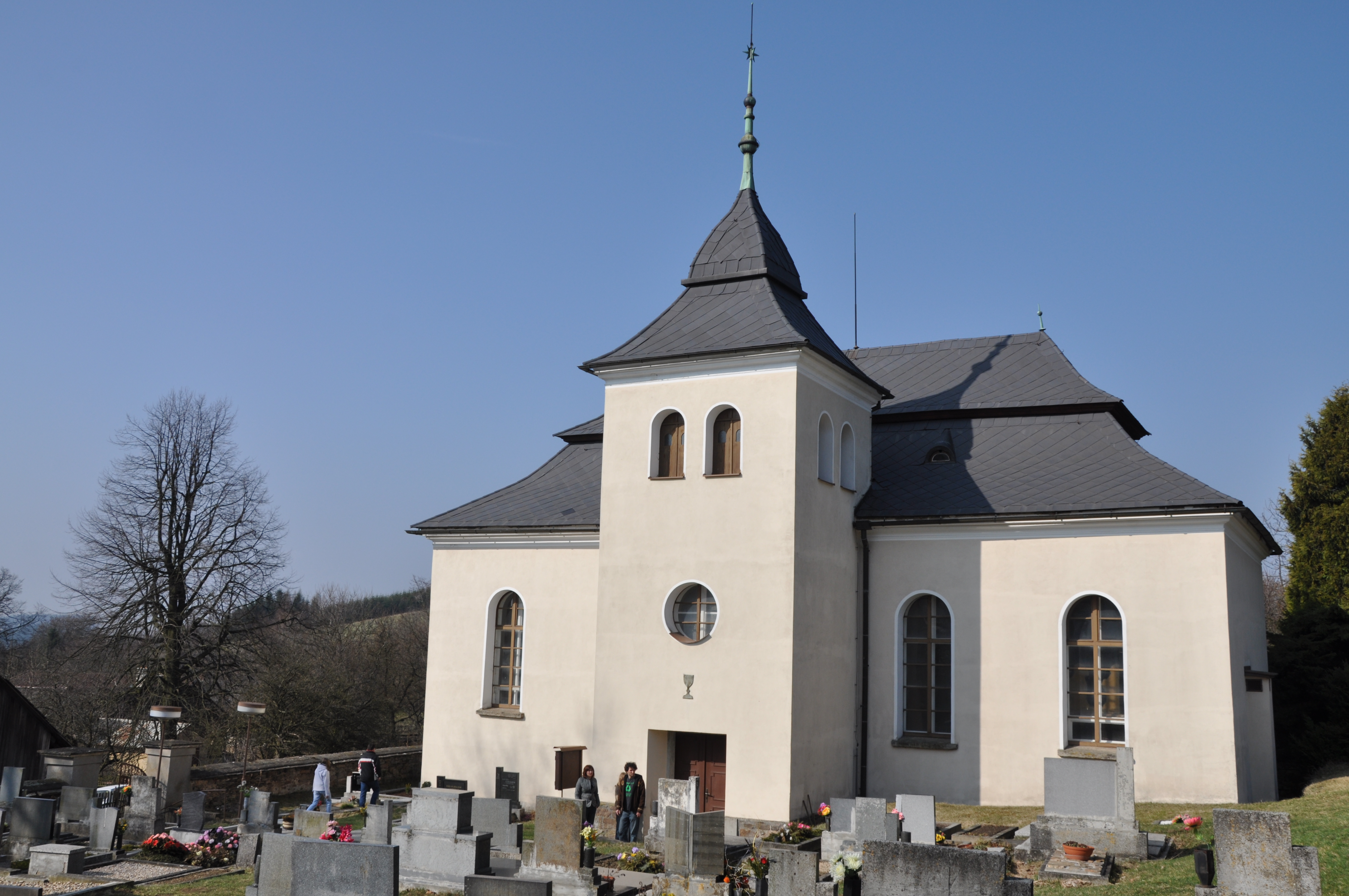
Toleranzkirche in Veselí
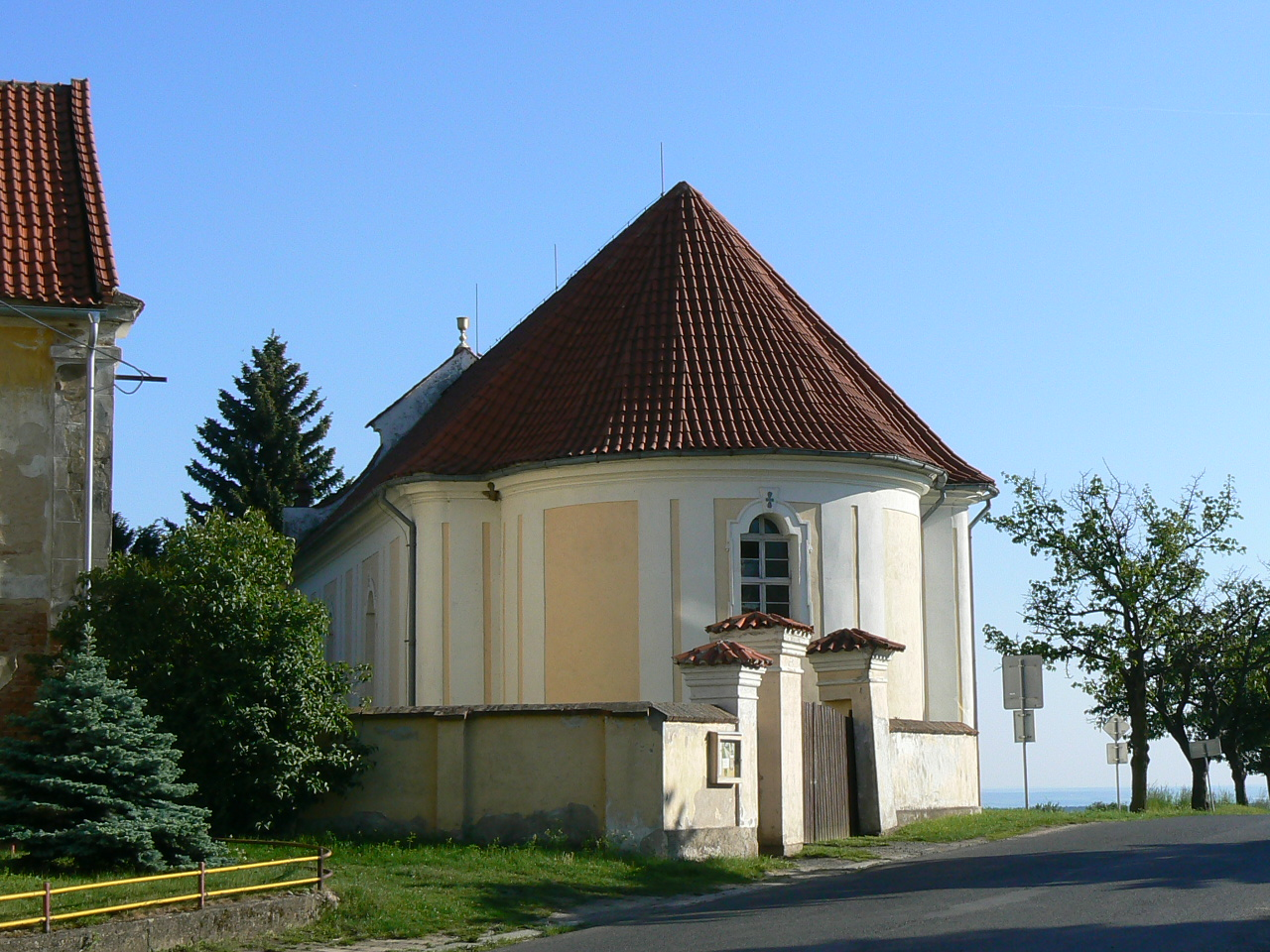
Toleranzkirche in Vysoká

## Toleranzkirchen inMähren(jetzt Tschechien)
- Hodslavice (Hotzendorf) im Okres Nový Jičín, St. Peter und Paul (Hodslavice) (1813, evangelisch-lutherisch)
- Horní Dubenky (Ober Dubenken), Okres Jihlava, Toleranzkirche (Horní Dubenky)(1786, evangelisch-lutherisch)
- Horní Vilémovice (Ober Willimowitz), Okres Třebíč, (1788, evangelisch-lutherisch)
- Hošťálková (Hostialkau), Okres Vsetín, Evangelische Kirche Hošťálková (1829–1831, evangelisch-lutherisch)
- Jasenná na Moravě (Jassena), Okres Zlín, Evangelische Kirche Jasenná, (1833, evangelisch-lutherisch)
- Javorník (Jawornik), Okres Hodonín, (1782/83, Böhmische Brüder)
- Miroslav (Mißlitz), Okres Znojmo, (1846, Böhmische Brüder)
- Velká Lhota (Groß Lhota), Okres Vsetín, (1783, Böhmische Brüder)

Bilder von Toleranzkirchen in Mähren, bei denen der ursprüngliche Zustand noch gut erkennbar ist

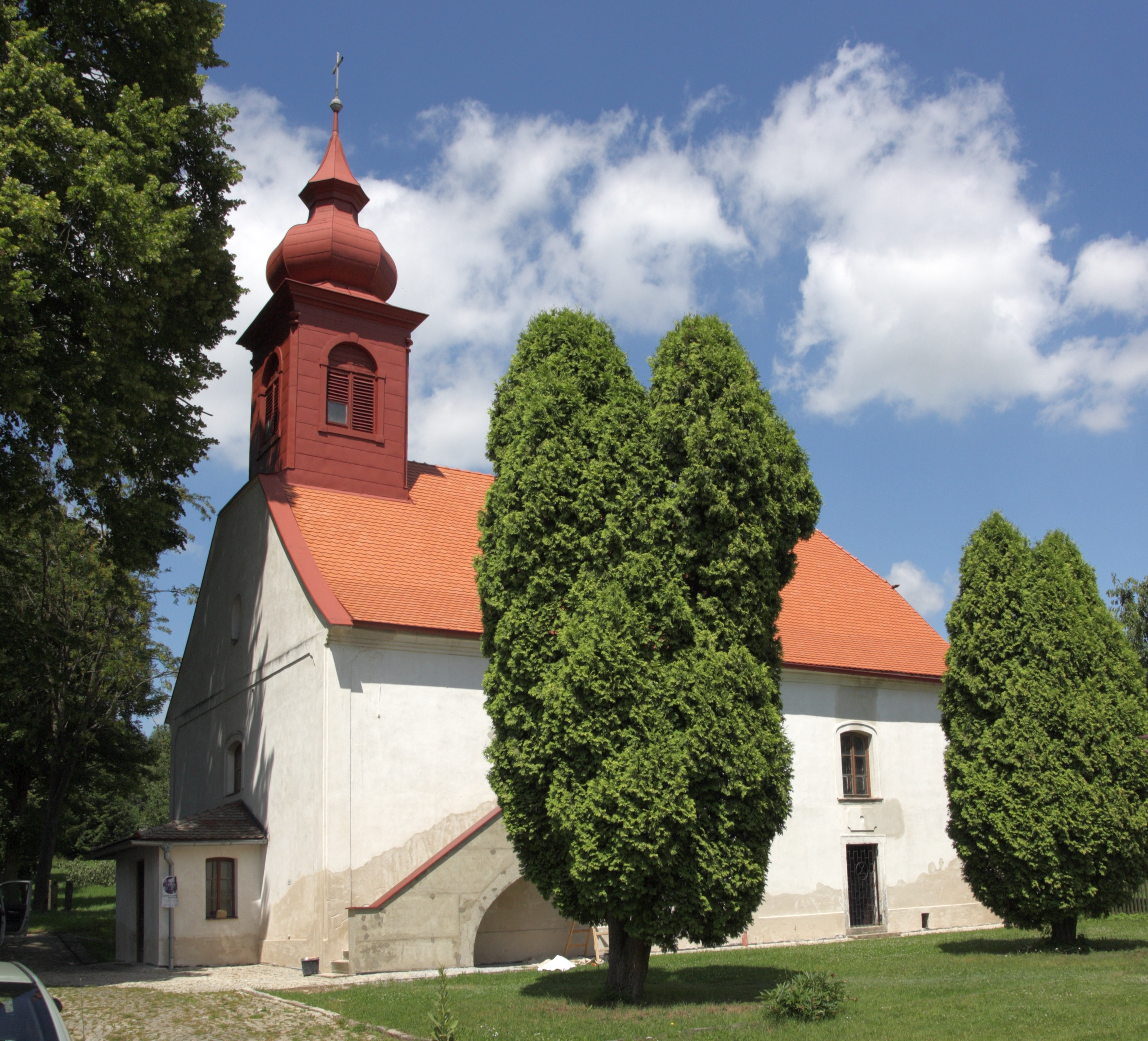
Toleranzkirche in Horní Dubenky
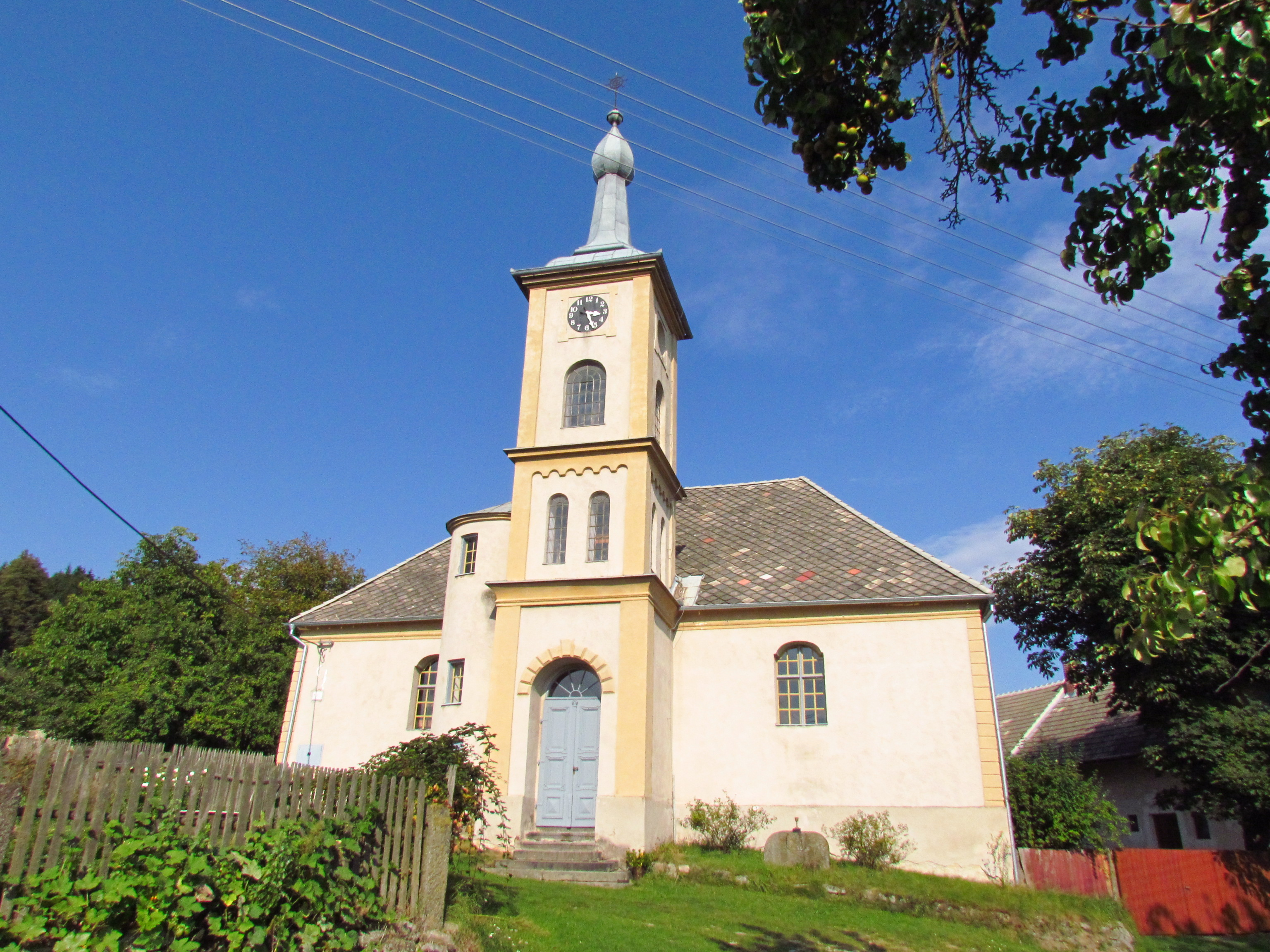
Toleranzkirche in Horní Vilémovice
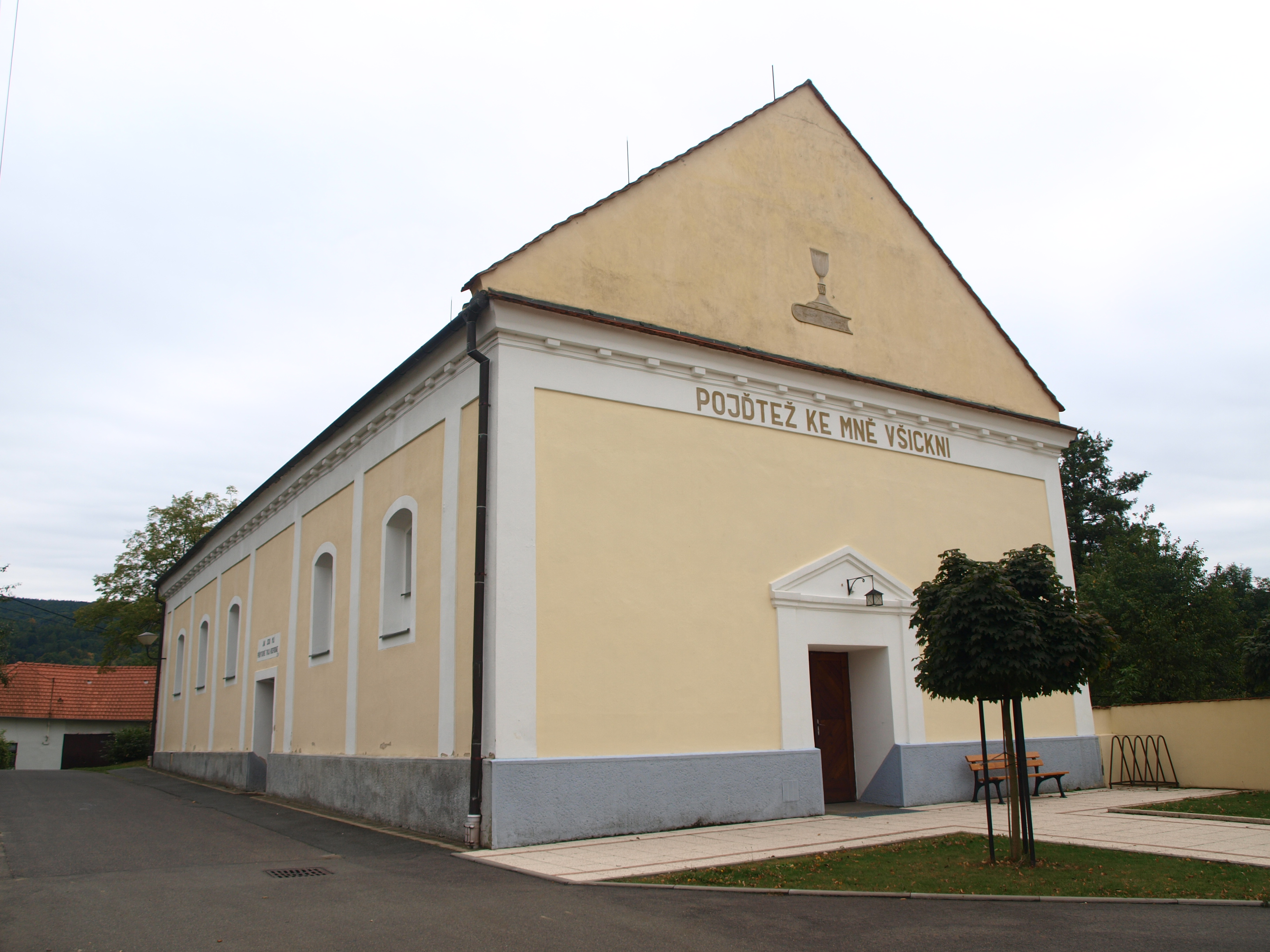
Toleranzkirche in Javorník nad Veličkou
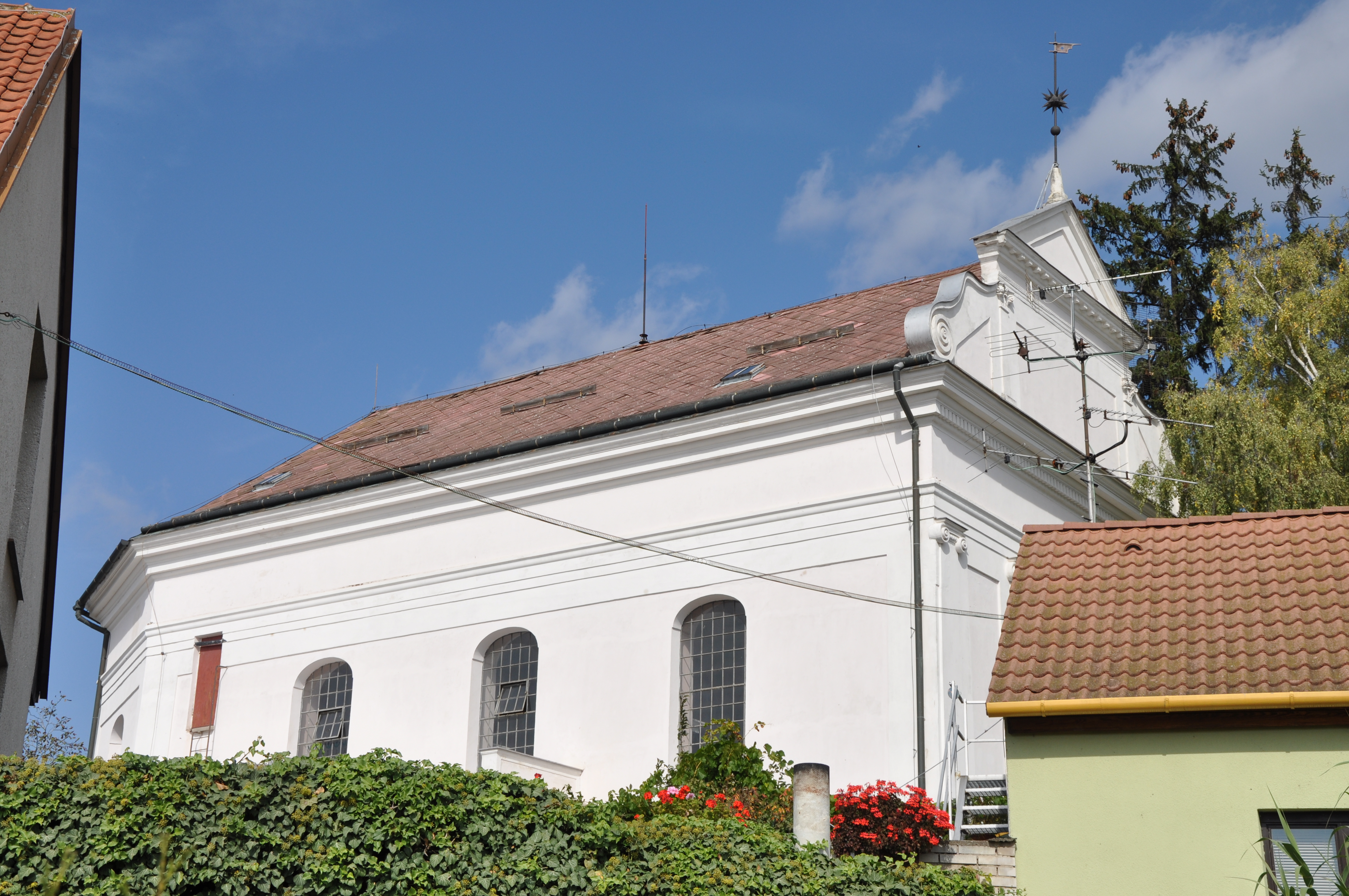
Toleranzkirche in Miroslav
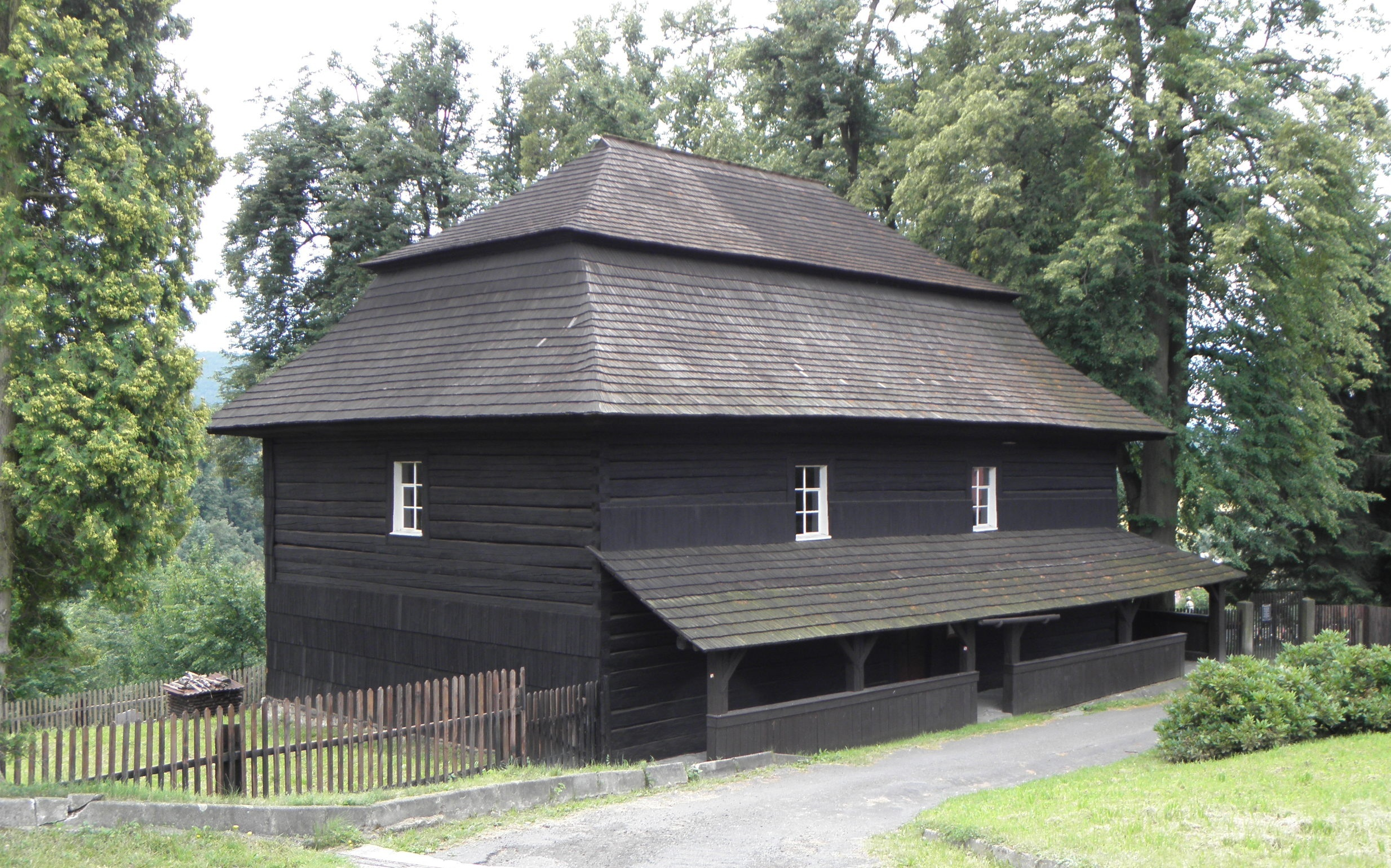
Toleranzkirche in Velká Lhota

## Toleranzkirchen inÖsterreichisch-Schlesien(jetzt Tschechien)
- Bludovice (Nieder Bludowitz), Ortsteil von Havířov, Okres Karviná, Bartholomäuskirche (Bludovice),  (1788, evangelisch-lutherisch)
- Bystřice (Bistritz), Okres Frýdek-Místek, Evangelische Kirche (Bystřice nad Olší), (1811–1817, evangelisch-lutherisch)
- Komorní Lhotka (Kameral Ellgoth), Okres Frýdek-Místek, Toleranzkirche (Komorní Lhotka), (1783, evangelisch-lutherisch)
- Holčovice (Hillersdorf), Okres Bruntál, Toleranzkirche (Holčovice), (1782, evangelisch-lutherisch)
- Vraclávek (Klein-Bressel), Okres Bruntál, Toleranzkirche (Vraclávek) (1828–1831, evangelisch-lutherisch)
- Návsí (Nawsi), Okres Frýdek-Místek, Evangelische Kirche Návsí, (1791, 1820, evangelisch-lutherisch)

## Toleranzkirchen in Österreichisch-Schlesien undTeschen(jetzt Polen)
- Stare Bielsko (Alt-Bielitz), Bielsko-Biała, Johanneskirche (Stare Bielsko), (1782–1790, evangelisch-lutherisch)
- Bielsko-Biała (Bielitz), Evangelische Kirche Kamienica, (1818–1827, evangelisch-lutherisch)
- Drogomyśl (Drahomischl), Powiat Cieszyński, Evangelische Kirche (Drogomyśl), (1788, evangelisch-lutherisch)
- Goleszów  (Golleschau), Powiat Cieszyński, Evangelische Kirche Goleszów (1793–1795, evangelisch-lutherisch)
- Jaworze (Ernsdorf), Powiat Bielski, Evangelische Kirche Jaworze, (1786, evangelisch-lutherisch)
- Ustroń (Ustron), Powiat Cieszyński, Jakobskirche (Ustroń), (1785, evangelisch-lutherisch)
- Wisła (Weichsel), Powiat Cieszyński, St. Peter und Paul (Wisła), (1833–1838, evangelisch-lutherisch)

Bilder von Toleranzkirchen in Österreichisch-Schlesien, bei denen der originale Zustand noch gut erkennbar ist

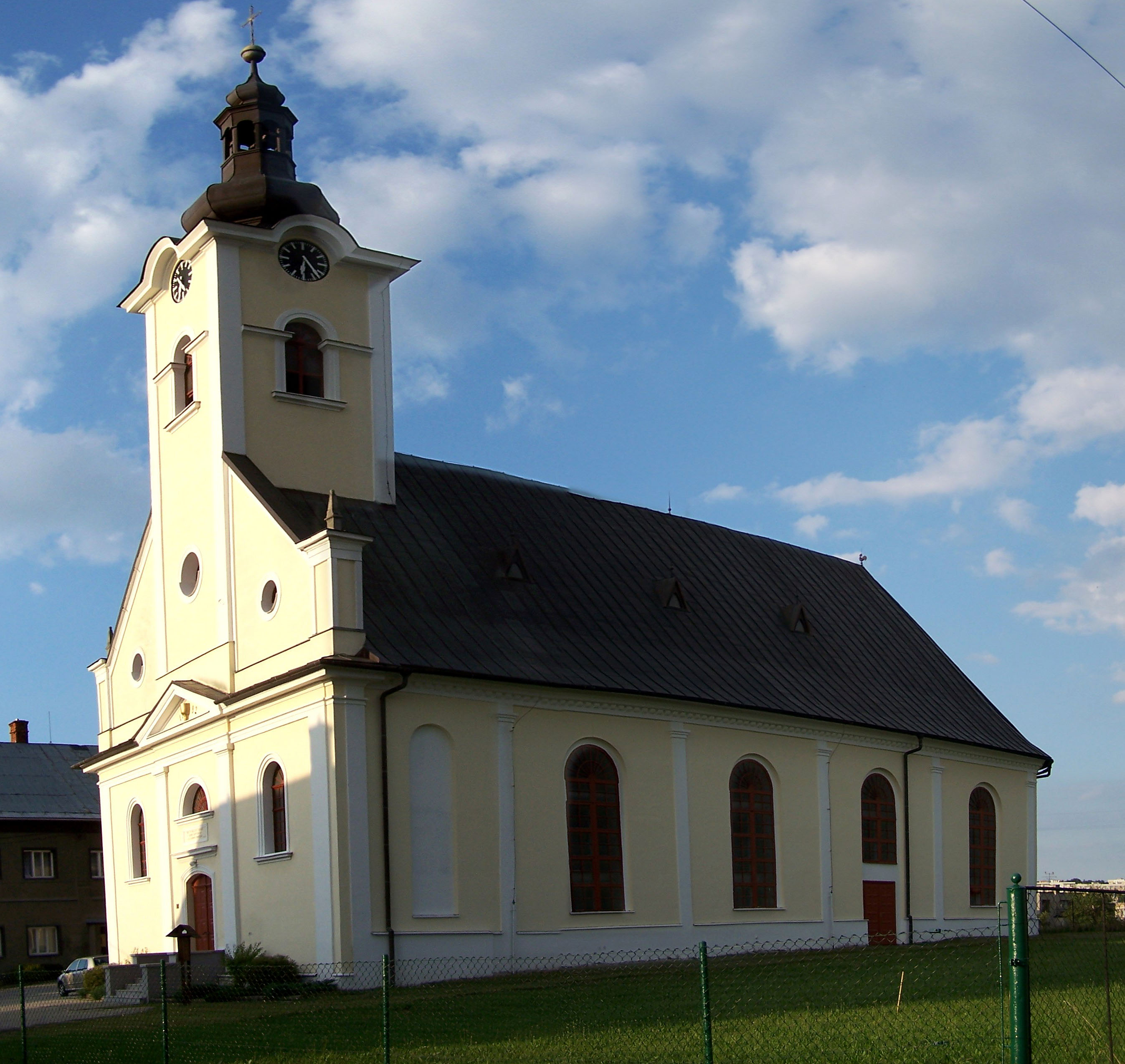
Toleranzkirche in Bludovice
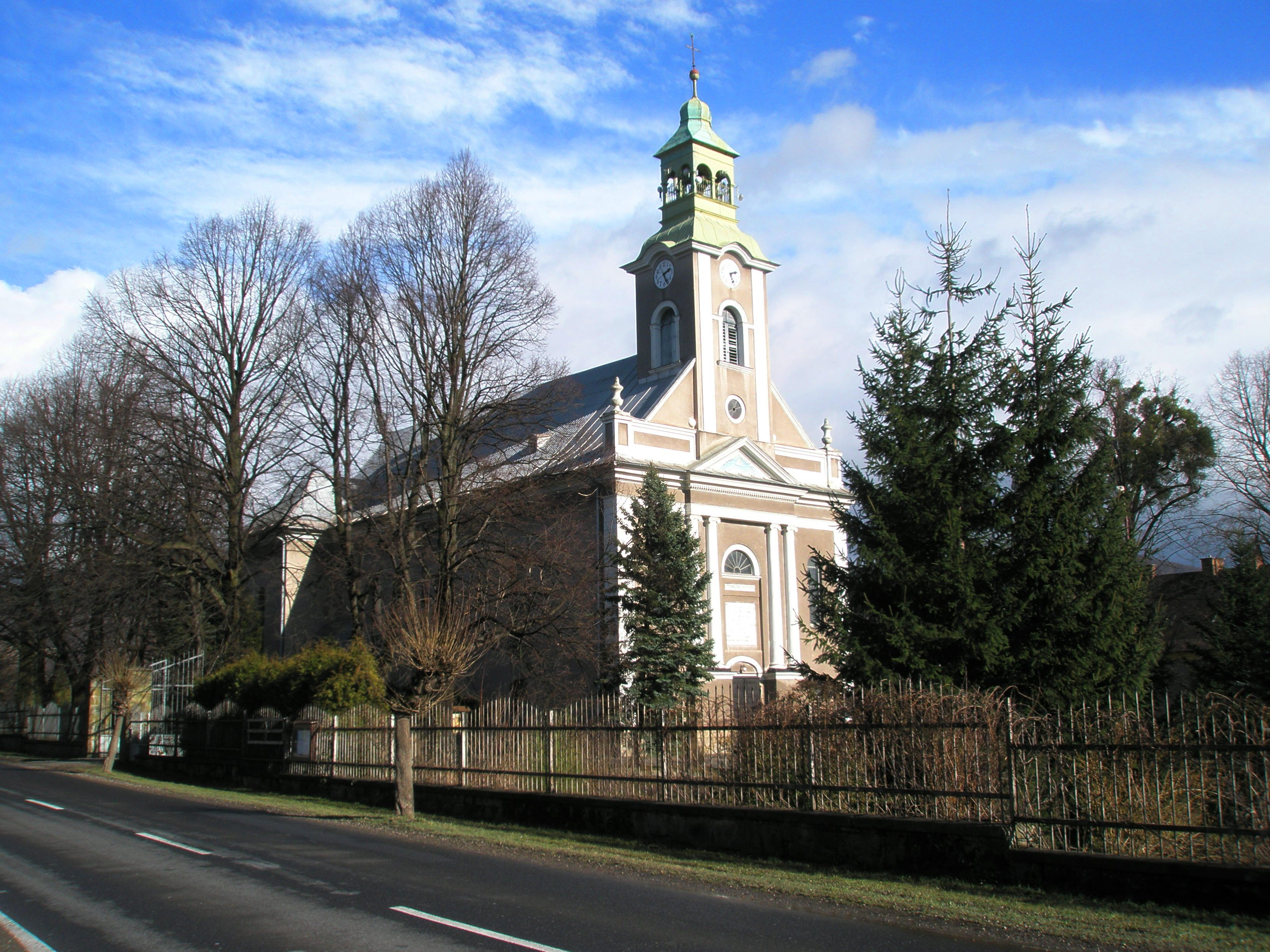
Toleranzkirche in Bystřice
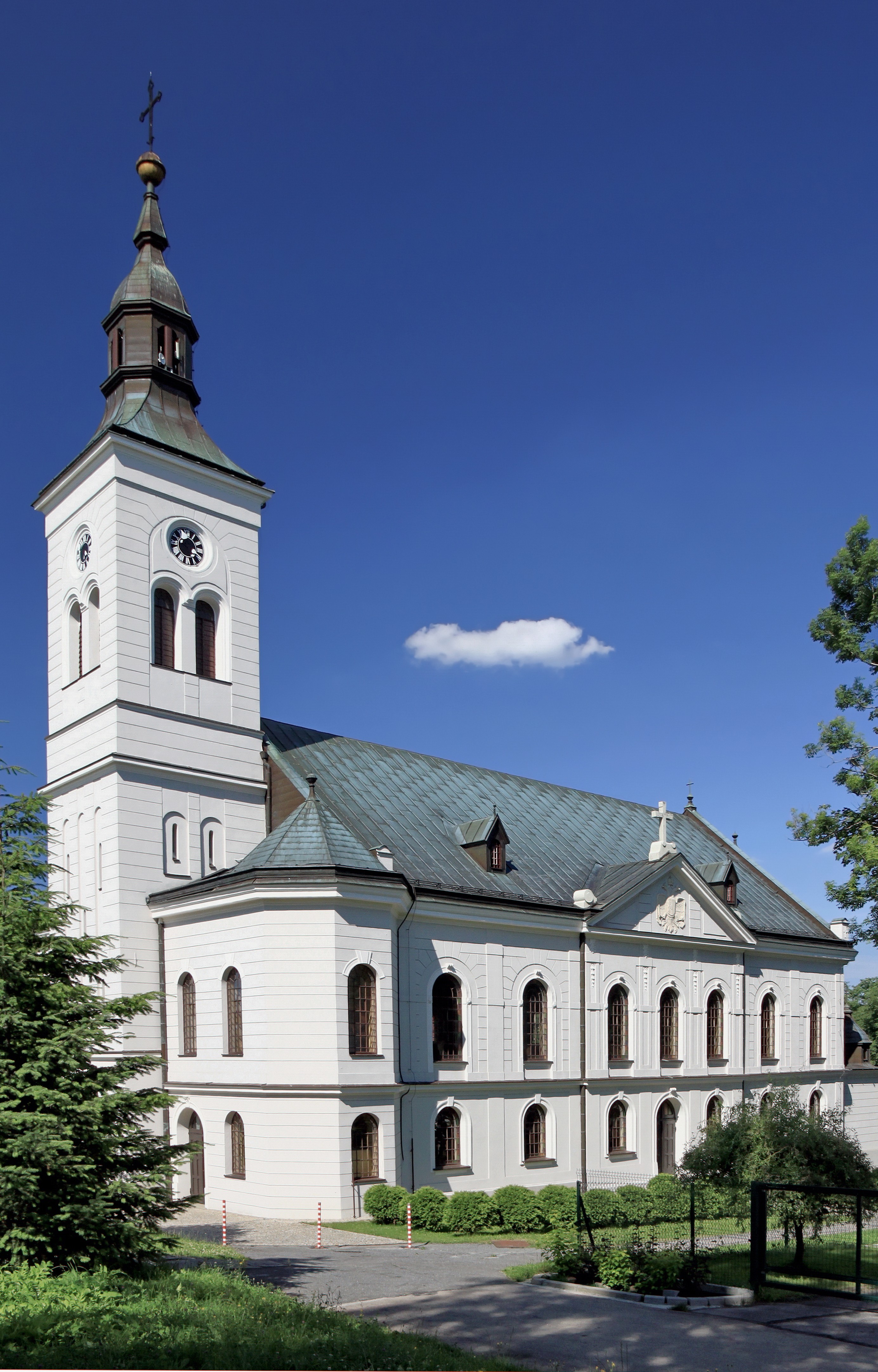
Toleranzkirche in Jaworze
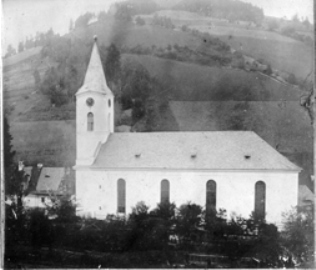
Toleranzkirche in Holčovice (jetzt zerstört)
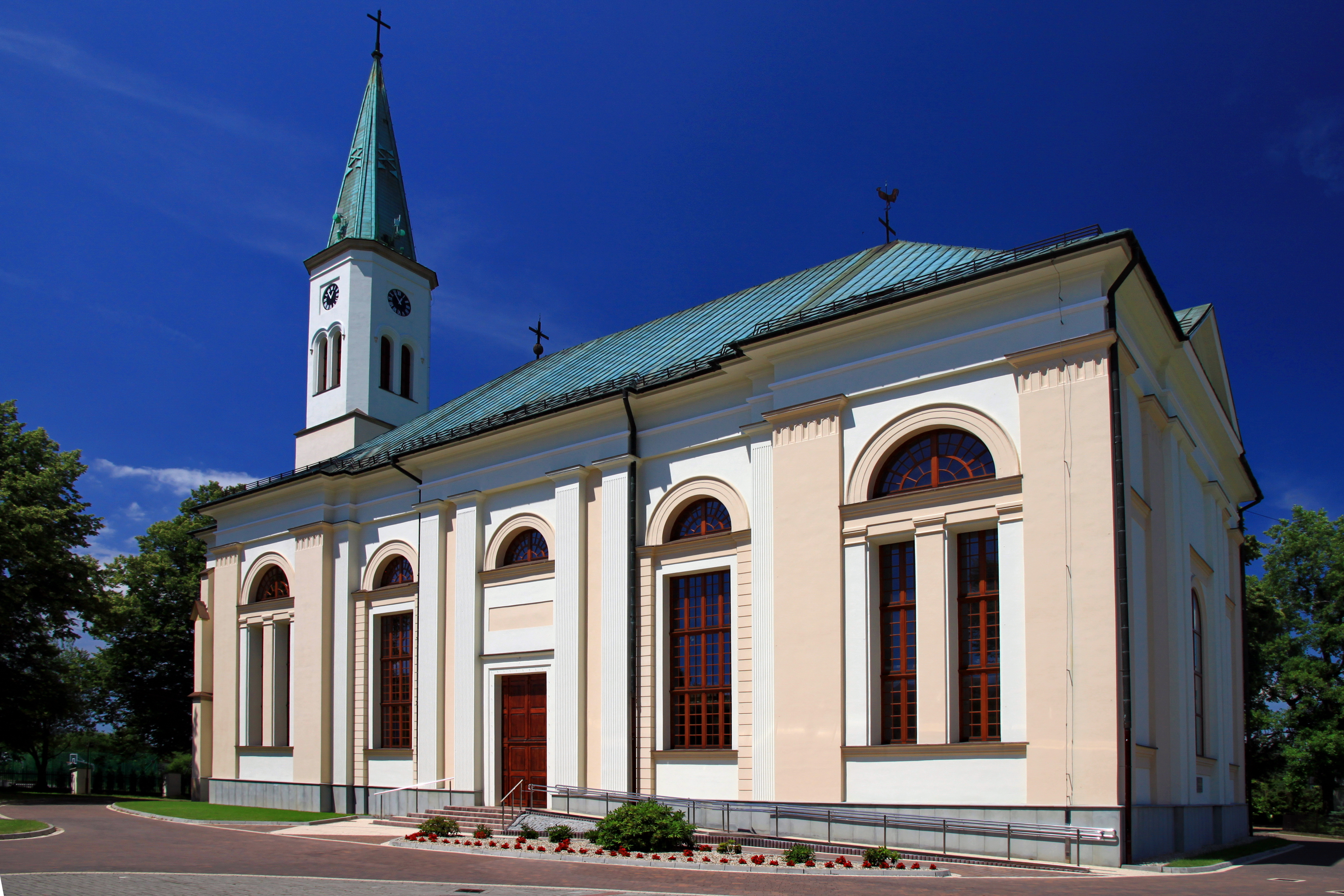
Toleranzkirche in Ustron

## Toleranzbethäuser in Österreich
- Eferding, Oberösterreich, Evangelische Pfarrkirche Eferding, 1831–1833
- Fresach, Kärnten, evangelisches Toleranzbethaus, nach Bau einer Kirche als Evangelisches Diözesanmuseum Fresach genutzt
- Krems, Kärnten, Evangelische Pfarrkirche Eisentratten
- Mitterbach, Niederösterreich, evangelisches Mitterbacher Toleranzbethaus
- Mörbisch am See, Burgenland, Christuskirche (Mörbisch am See)
- Neukematen, Oberösterreich, evangelisches Toleranzbethaus Neukematen, 1783
- Obertraun, Oberösterreich, Evangelisches Bethaus Obertraun
- Rust, Burgenland, Evangelische Pfarrkirche Rust am See, 1784–1785
- Scharten, Oberösterreich, Evangelische Pfarrkirche Scharten in Unterscharten, 1782
- Seeboden,Kärnten, Evangelische Kirche Unterhaus, 1783
- St. Johann am Tauern, Steiermark, Glaubenskirche
- Thening, Oberösterreich, evangelisches Theninger Toleranzbethaus, 1783
- Treffen-Einöde, Kärnten, evangelisches Toleranzbethaus Treffen-Einöde
- Watschig, Kärnten, evangelisches Watschiger Toleranzbethaus
- Wiener Neustadt, Niederösterreich, Evangelisches Bethaus Wiener Neustadt

Bilder von Toleranzbethäusern in Österreich, bei denen der ursprüngliche Zustand noch gut erkennbar ist

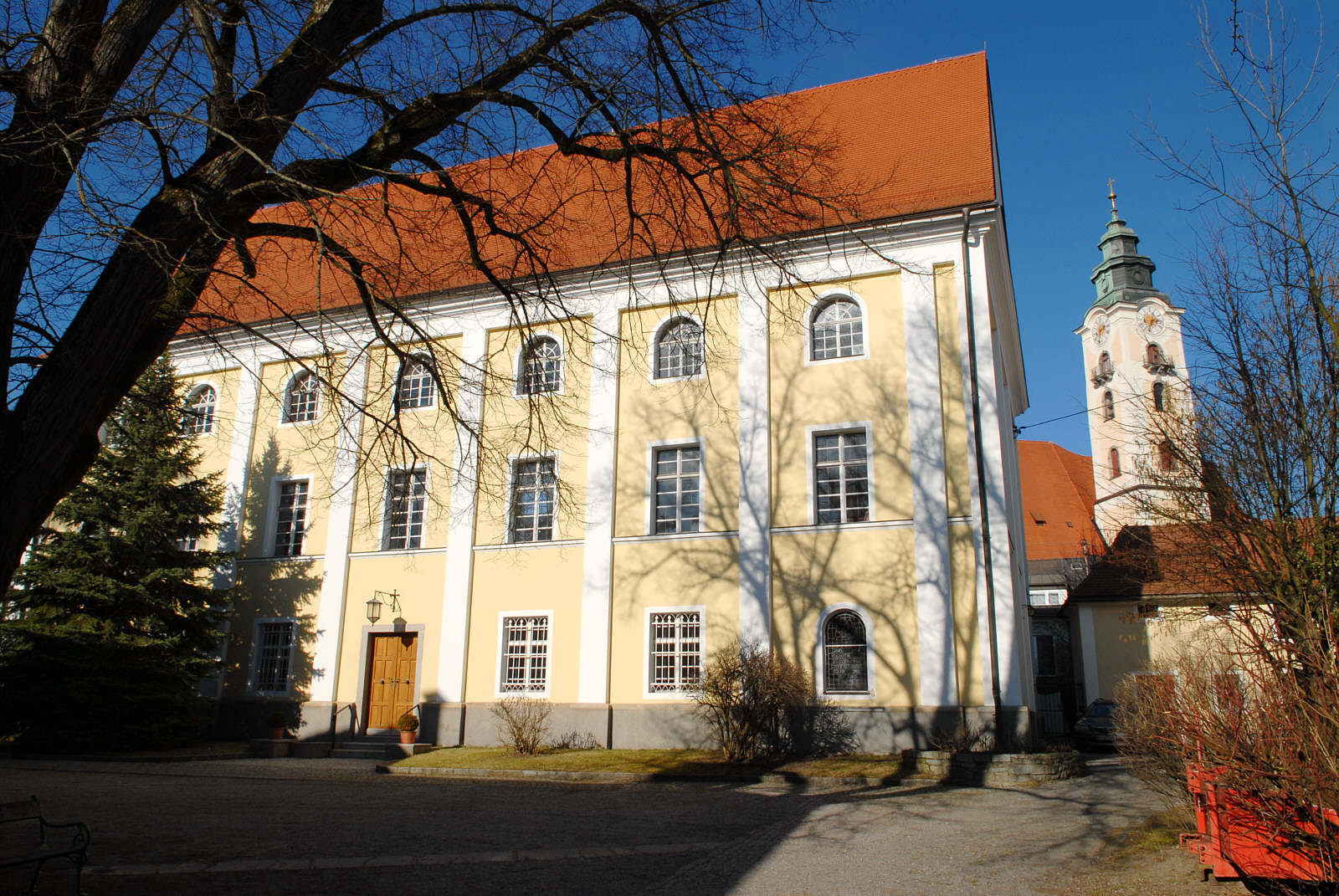
Toleranzbethaus Eferding
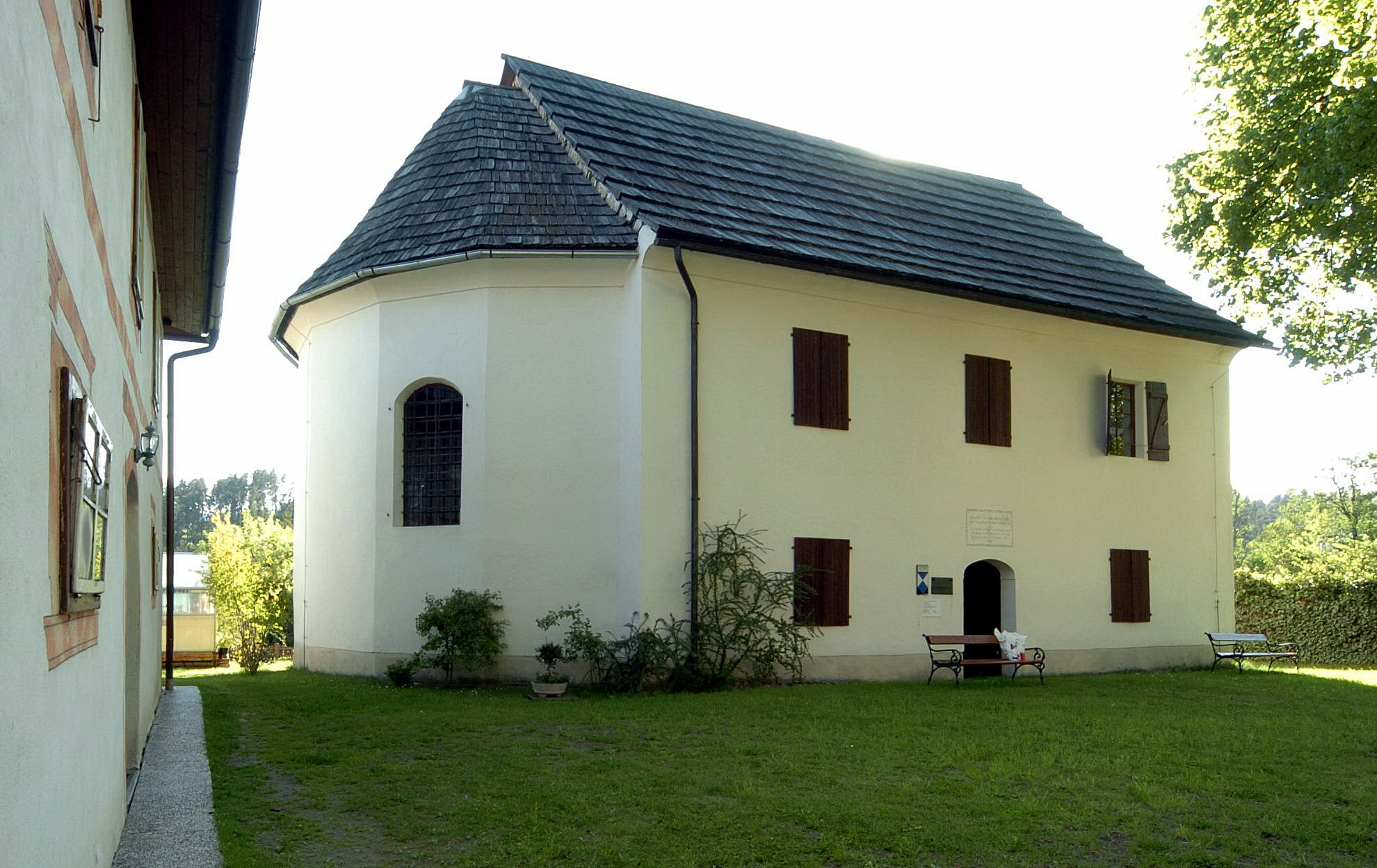
Toleranzbethaus Fresach
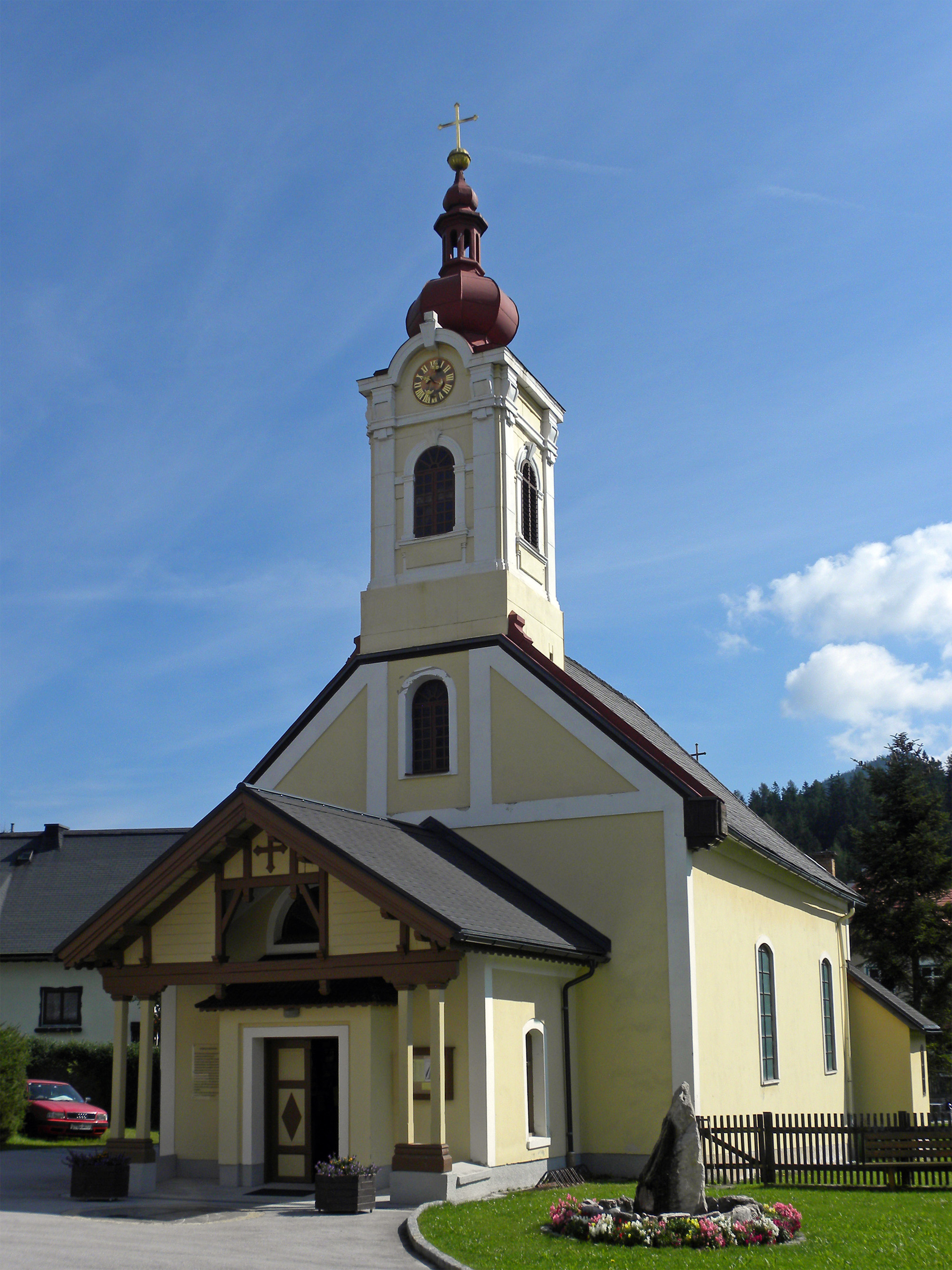
Toleranzbethaus Mitterbach
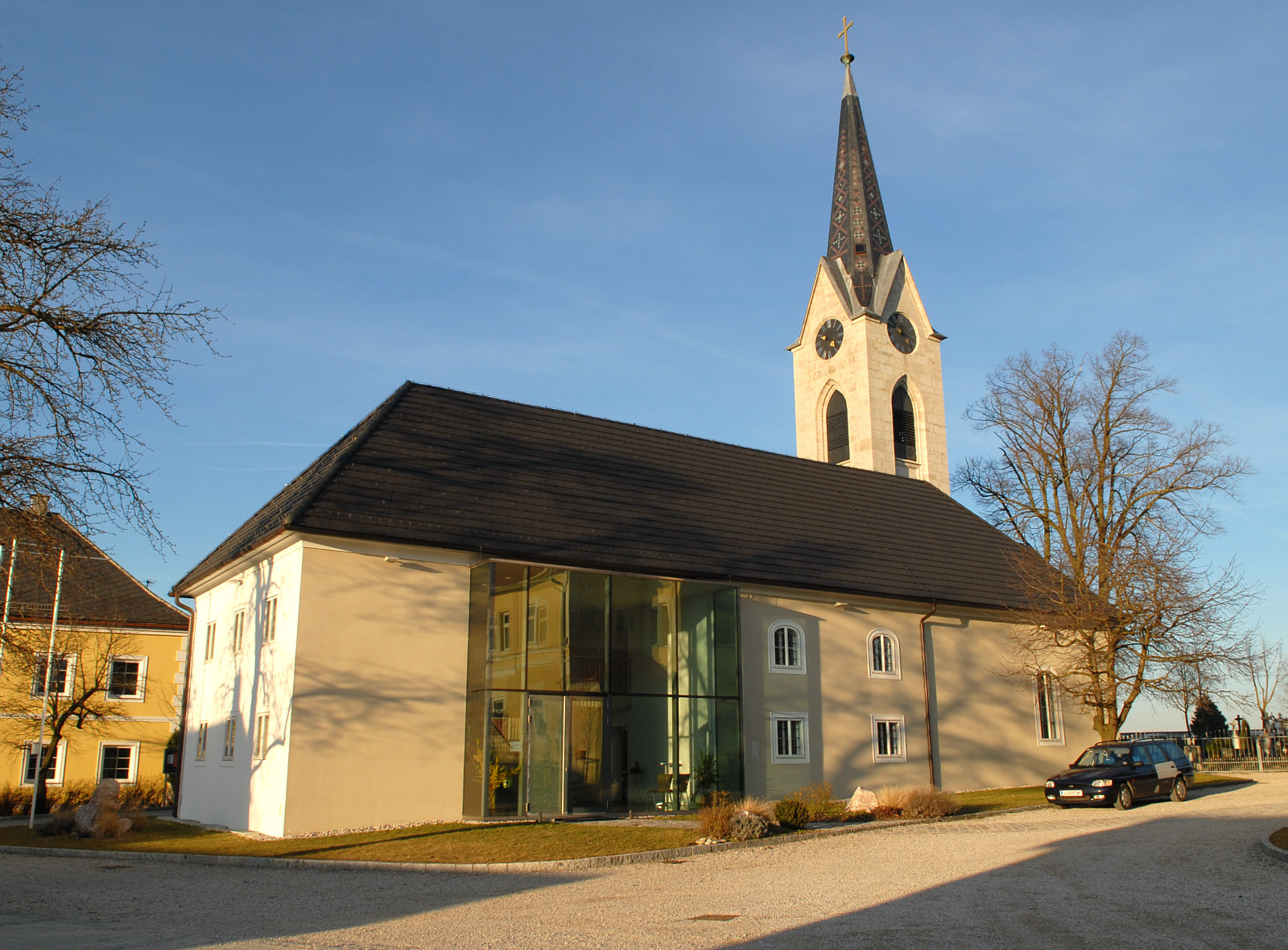
Toleranzbethaus Neukematen
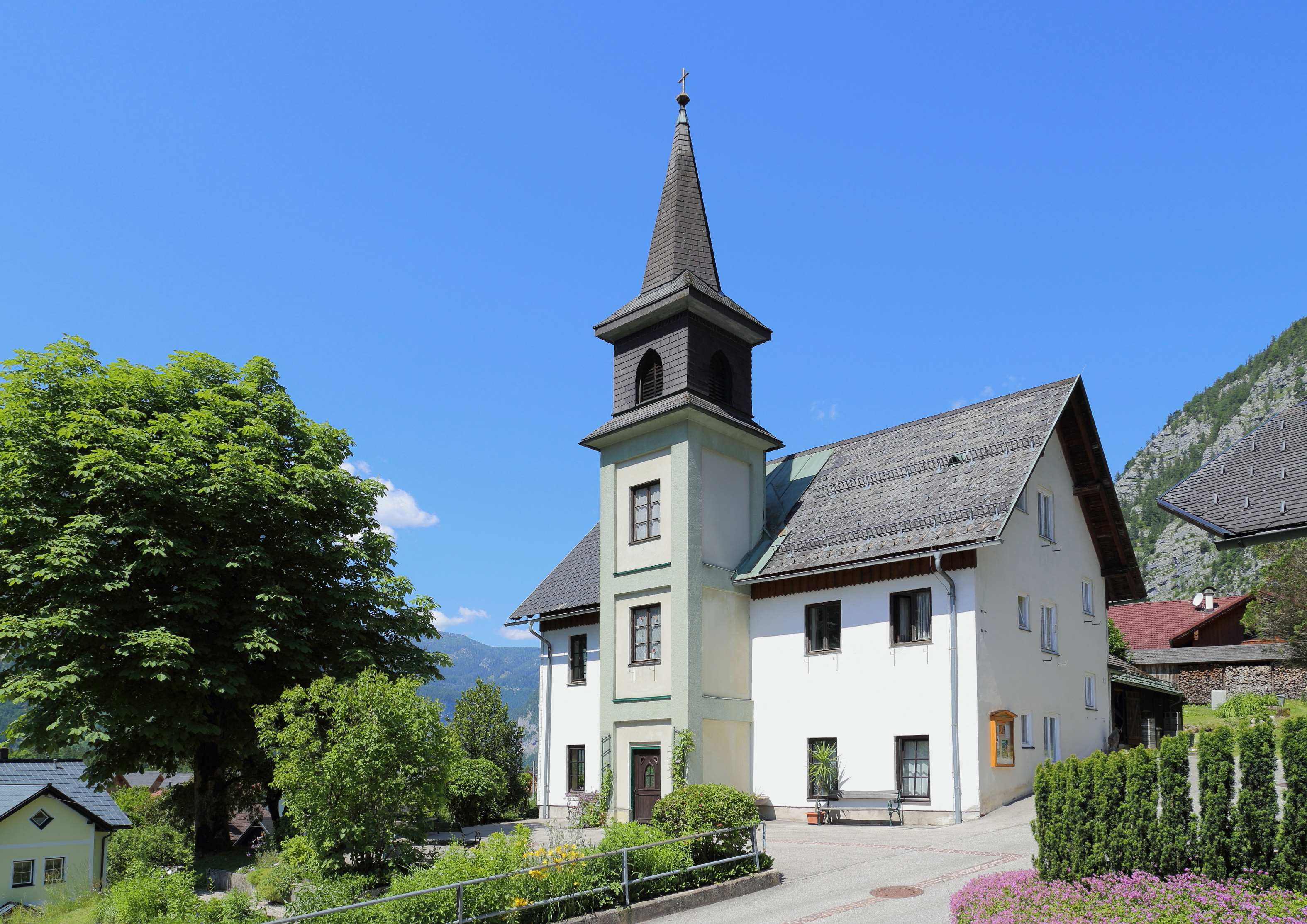
Toleranzbethaus Obertraun
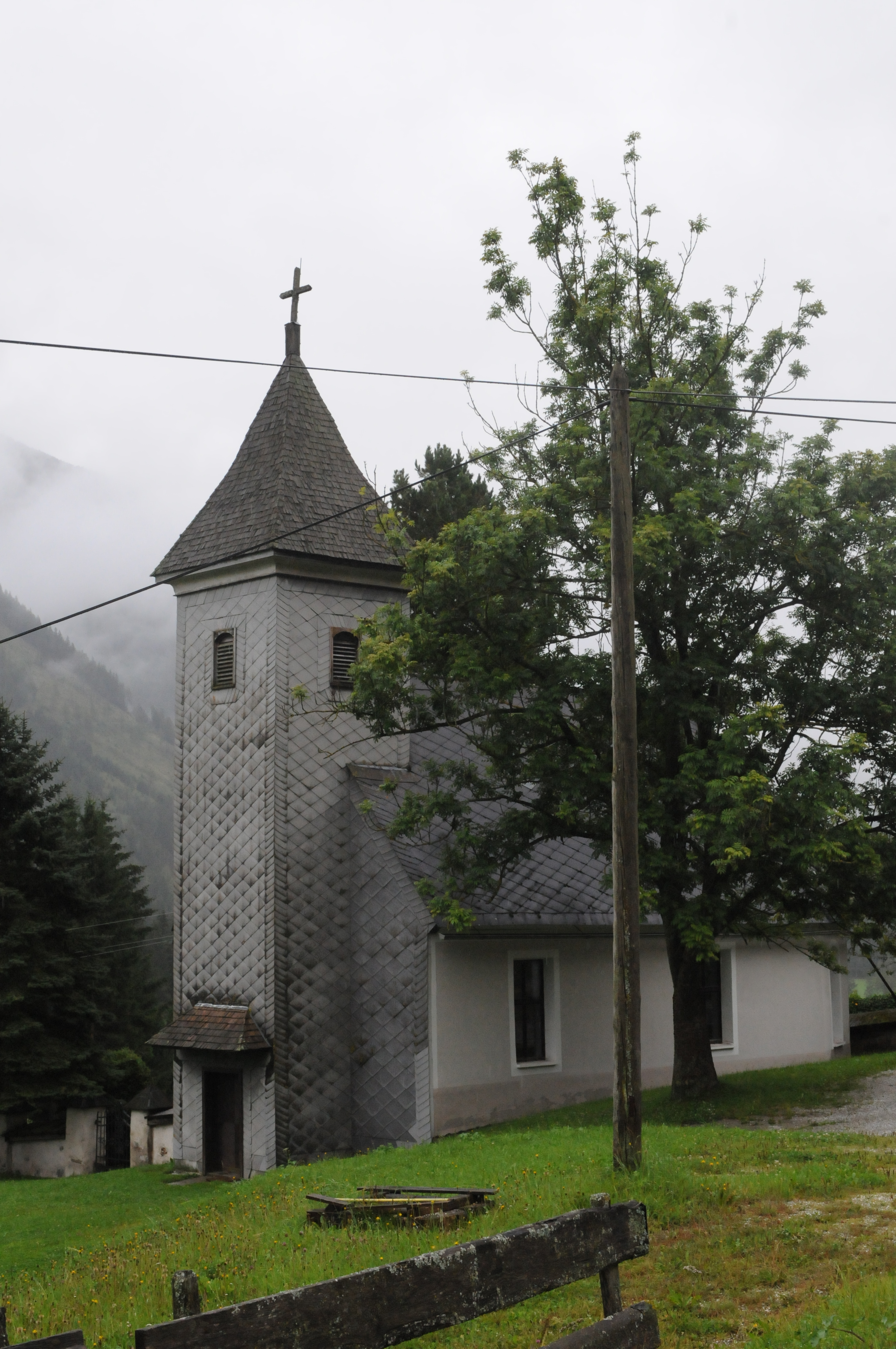
Toleranzbethaus St. Johann am Tauern
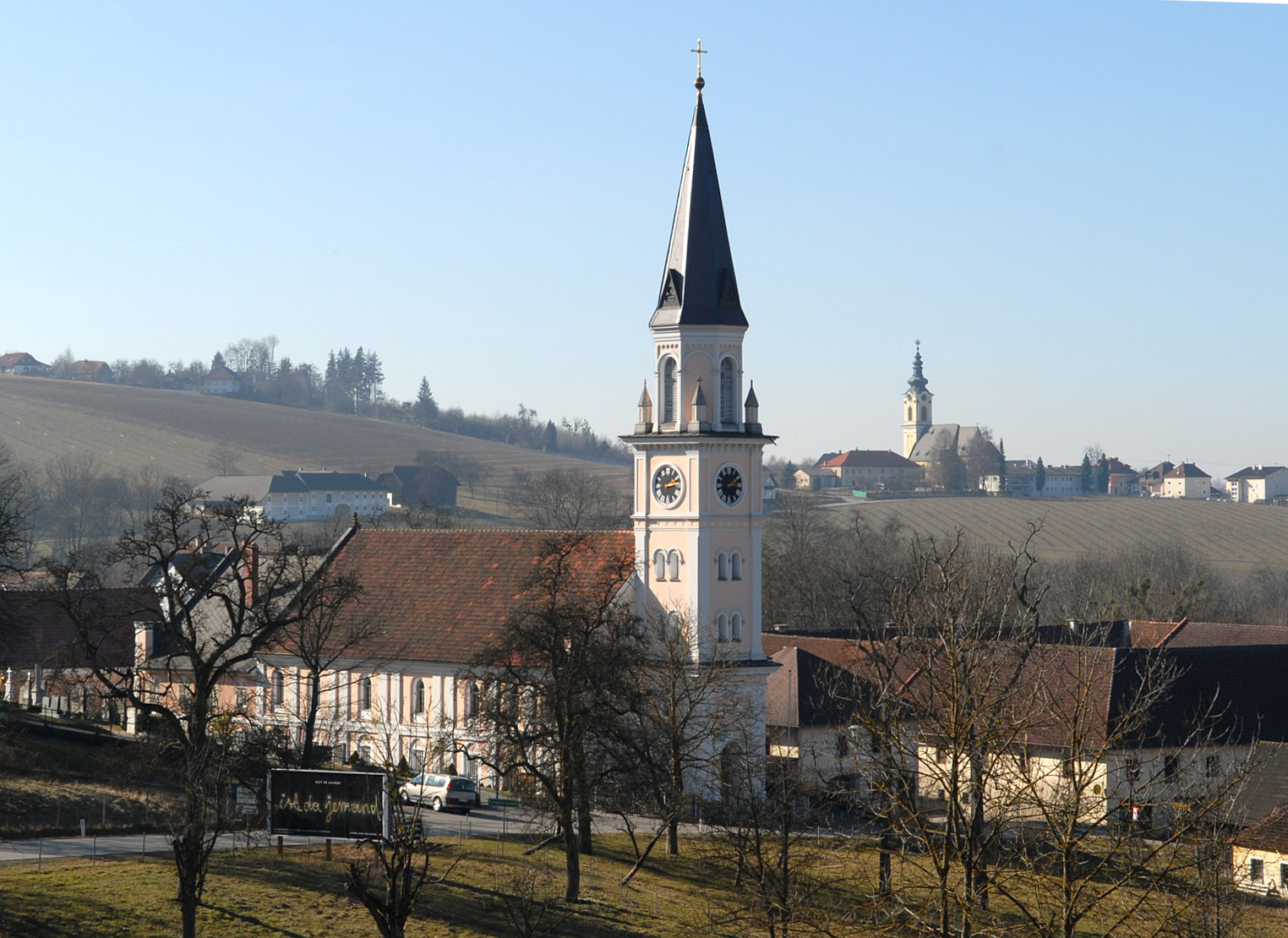
Toleranzbethaus Unterscharten
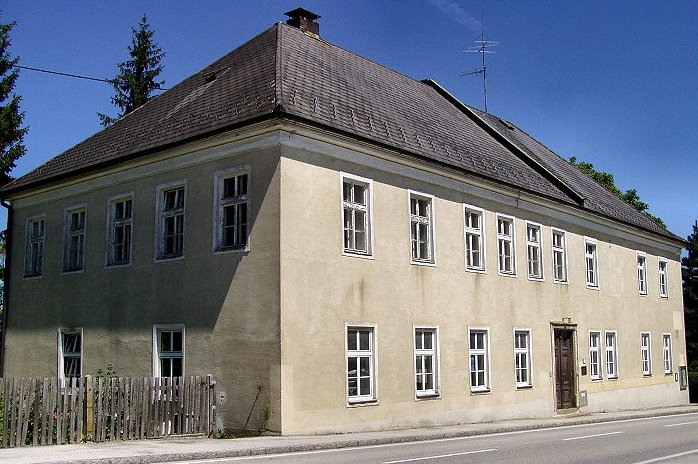
Toleranzbethaus Thening
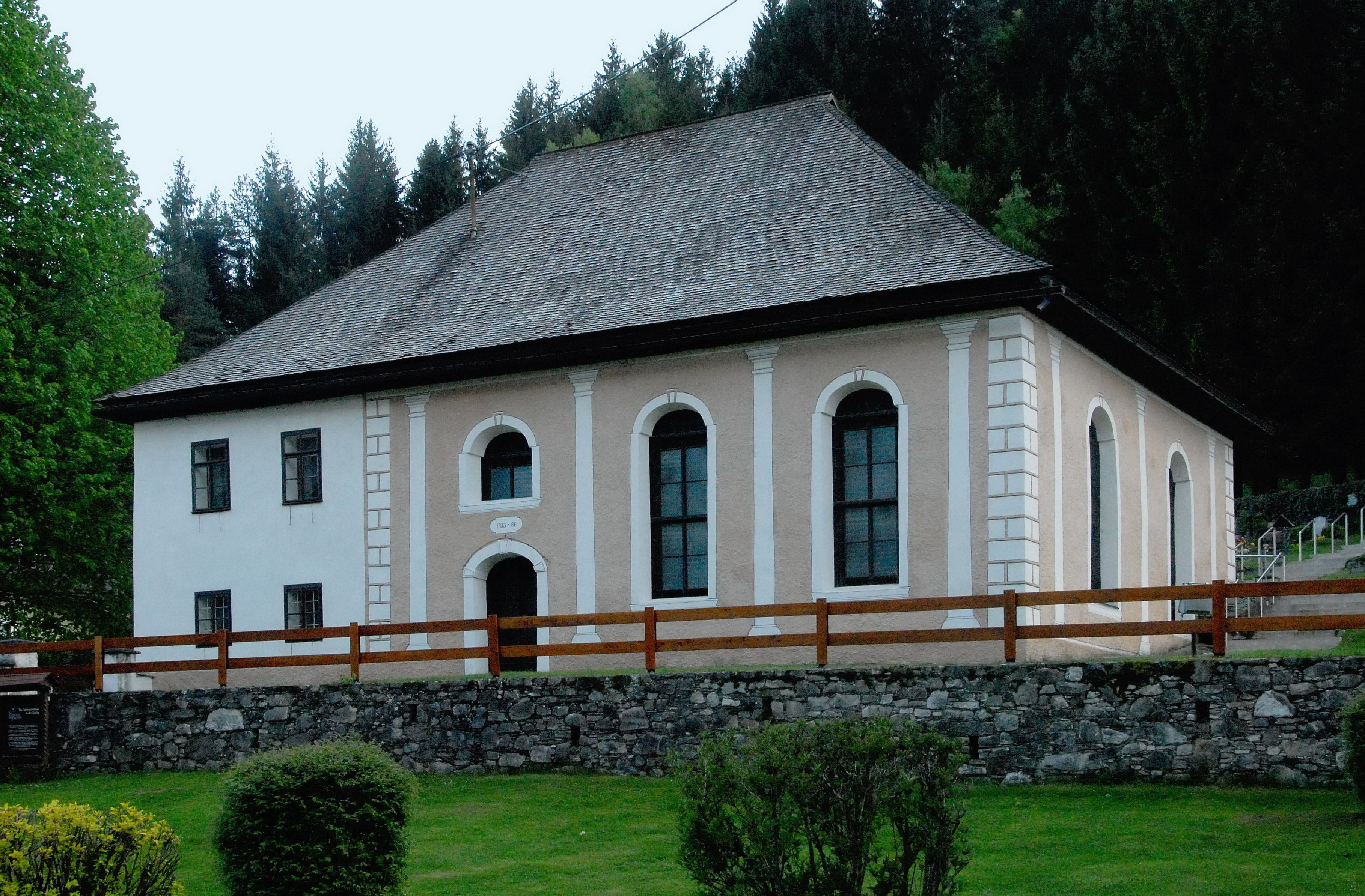
Toleranzbethaus Treffen-Einöde
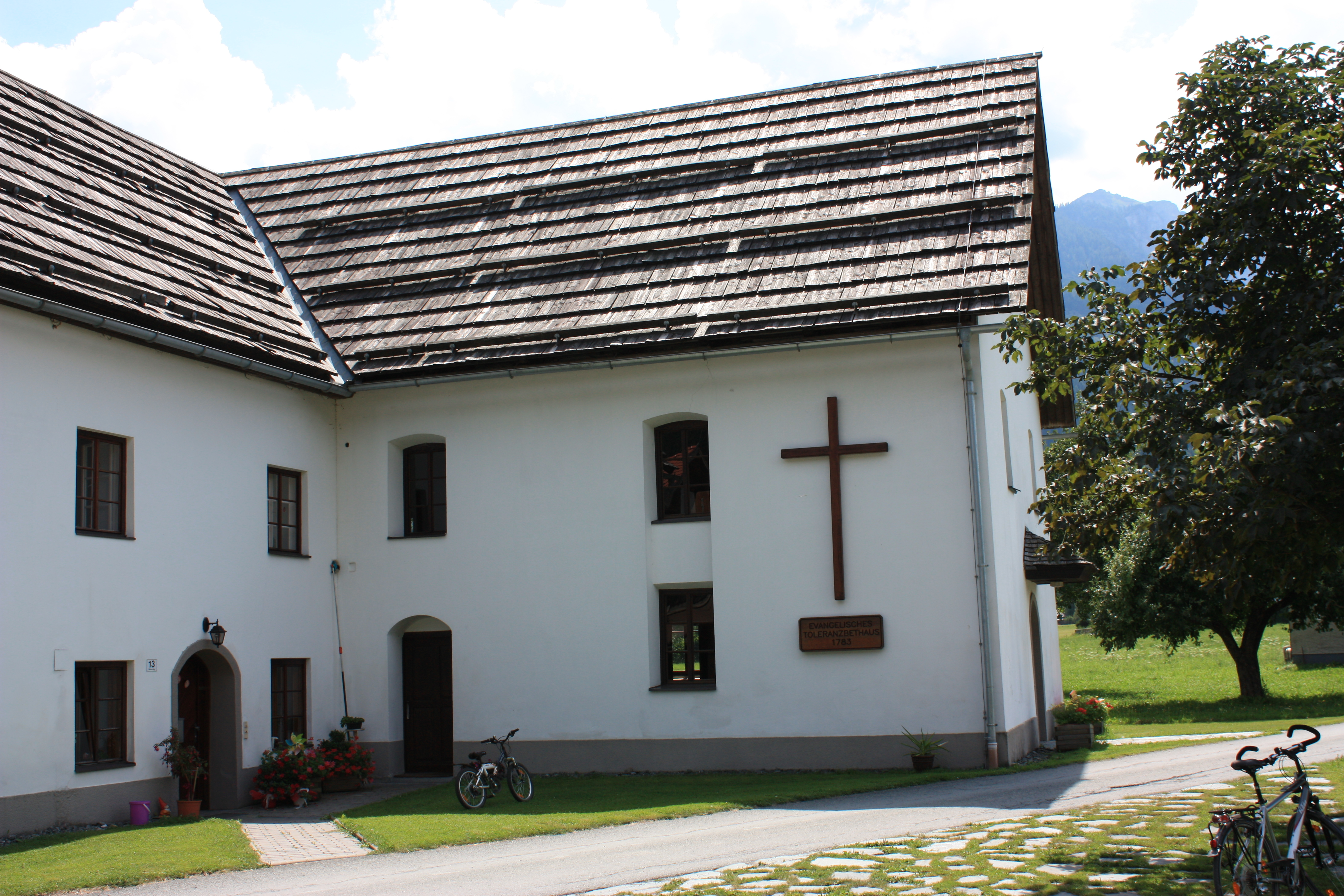
Toleranzbethaus Watschnig
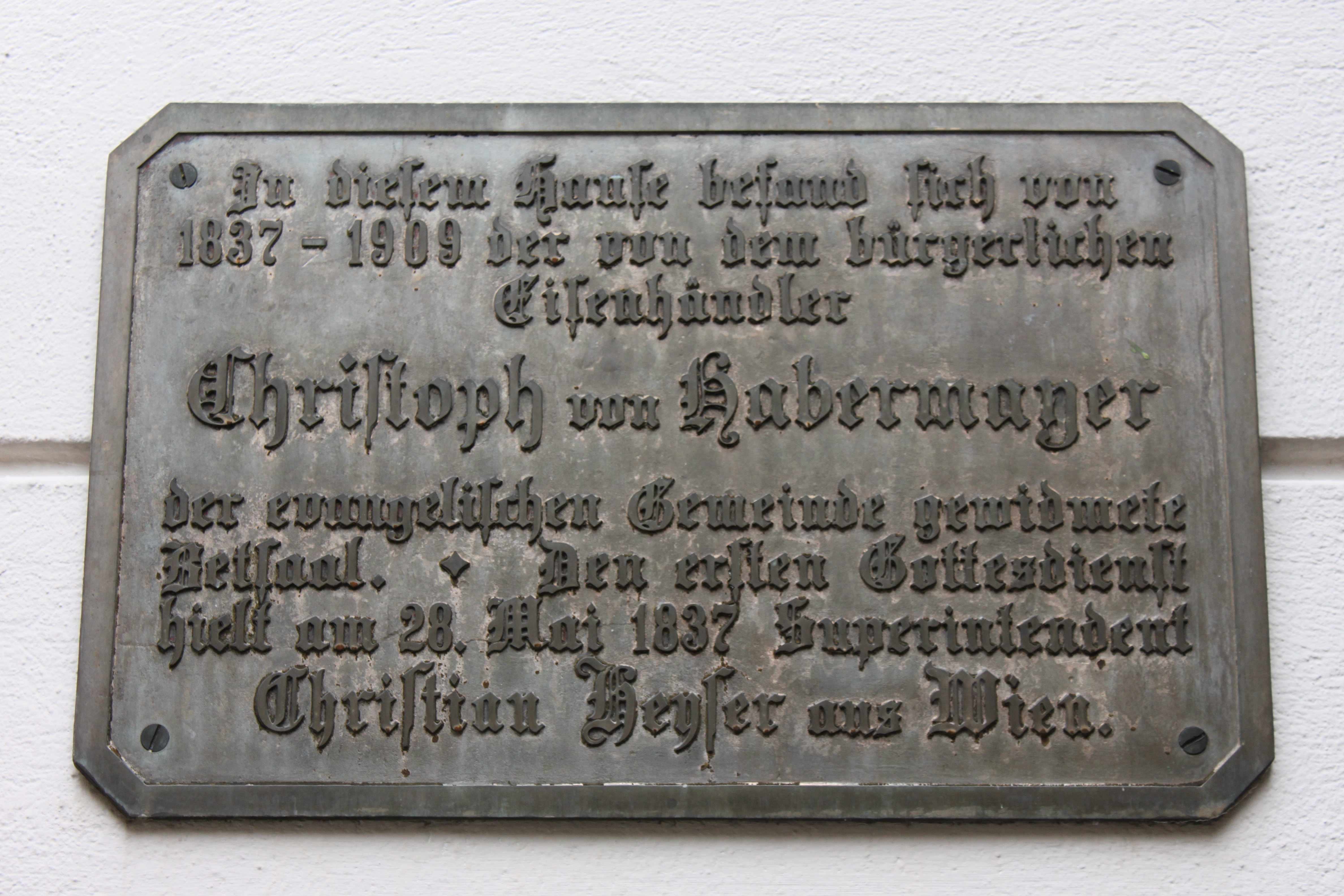
Tafel vom Toleranzbethaus Wiener Neustadt

## Toleranzkirchen inOberungarn(jetzt Slowakei)
- Adamovské Kochanovce, Okres Trenčín, (1784, evangelisch-lutherisch)
- Ardovo, Okres Rožňava, (1788, evangelisch-lutherisch)
- Blatnica (Turčianska Blatnica), Okres Martin, (1785/86, evangelisch-lutherisch)
- Bratislava (Pressburg), Panenská ulica, Okres Bratislava I,  Große Evangelische Kirche (Bratislava), (1788, evangelisch-lutherisch)
- Brezová pod Bradlom (Birkenhain), Okres Myjava, (1783–1785, evangelisch-lutherisch)
- Búč, Okres Komárno, (1784, reformiert)
- Dolný Kubín, Okres Dolný Kubín, (1784)
- Holíč (Holitsch), Okres Skalica, (1787)
- Hontianska Vrbica, Okres Levice, (1784, reformiert)
- Komárno, Okres Komárno (evangelisch-lutherisch)
- Komárno, Okres Komárno (reformiert)
- Komoča, Okres Nové Zámky, (1787, reformiert)
- Krajné, Okres Myjava, (1784, evangelisch-lutherisch)
- Kráľovský Chlmec, Okres Trebišov, (1787, reformiert)
- Krupina (Karpfen), Okres Krupina, (1784–1788, evangelisch-lutherisch)
- Lazy pod Makytou, Okres Púchov, (Ende 18. Jh.)
- Levoča (Leutschau), Okres Levoča, (evangelisch-lutherisch)
- Liptovský Mikuláš, Okres Liptovský Mikuláš, (1783–1785, evangelisch-lutherisch)
- Lučivná (Lautschburg), Okres Poprad, (evangelisch-lutherisch)
- Mad, Okres Dunajská Streda, (1788, reformiert)
- Martin, Okres Martin, (1788, evangelisch-lutherisch)
- Myjava (Miawa), Okres Myjava, (1783, evangelisch-lutherisch)
- Mýtne Ludany, Okres Levice, (1785, reformiert)
- Nandraž, Okres Revúca, (1787, evangelisch-lutherisch)
- Obišovce, Okres Košice-okolie, (1788, evangelisch-lutherisch)
- Plavé Vozokany, Okres Levice, (Ende 18. Jh., evangelisch-lutherisch)
- Podlužany, Okres Bánovce nad Bebravou, (1827, evangelisch-lutherisch)
- Šarovce, Okres Levice, (1781)
- Senica (Senitz), Okres Senica, (1783/84, evangelisch-lutherisch)
- Spišská Nová Ves (Zipser Neudorf), Okres Spišská Nová Ves, (evangelisch-lutherisch)
- Štrba, Okres Poprad, (1784, evangelisch-lutherisch)
- Štítnik, Okres Rožňava, (1788, evangelisch-lutherisch)
- Sučany, Okres Martin, (1783, evangelisch-lutherisch)
- Turá Lúka, Ortsteil von Myjava, Okres Myjava, (1793, evangelisch-lutherisch)
- Turany, Okres Martin, (1786, evangelisch-lutherisch)
- Vajkovce, Okres Košice-okolie, (1802, reformiert)
- Veličná, Okres Dolný Kubín, (1785, evangelisch-lutherisch)
- Veľké Kapušany, Ortsteil Veškovce, Okres Michalovce, (1787, reformiert)
- Žakovce (Eisdorf), Okres Kežmarok (1793, evangelisch-lutherisch oder griech.-kath.)
- Žaškov, Okres Dolný Kubín, (1792, evangelisch-lutherisch)

Bilder von Toleranzkirchen in der Slowakei, bei denen der ursprüngliche Zustand noch gut erkennbar ist

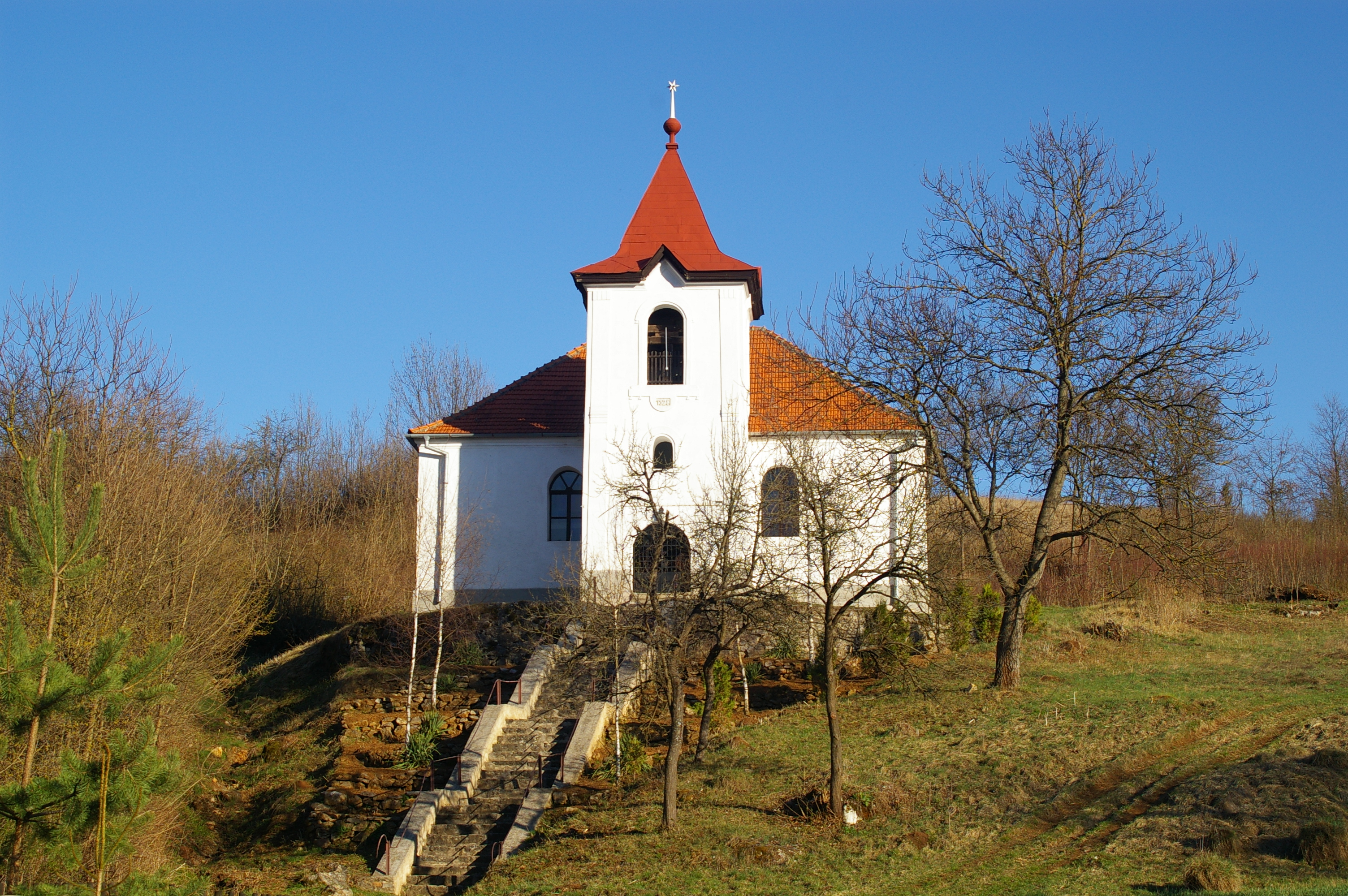
Toleranzkirche in Ardovo
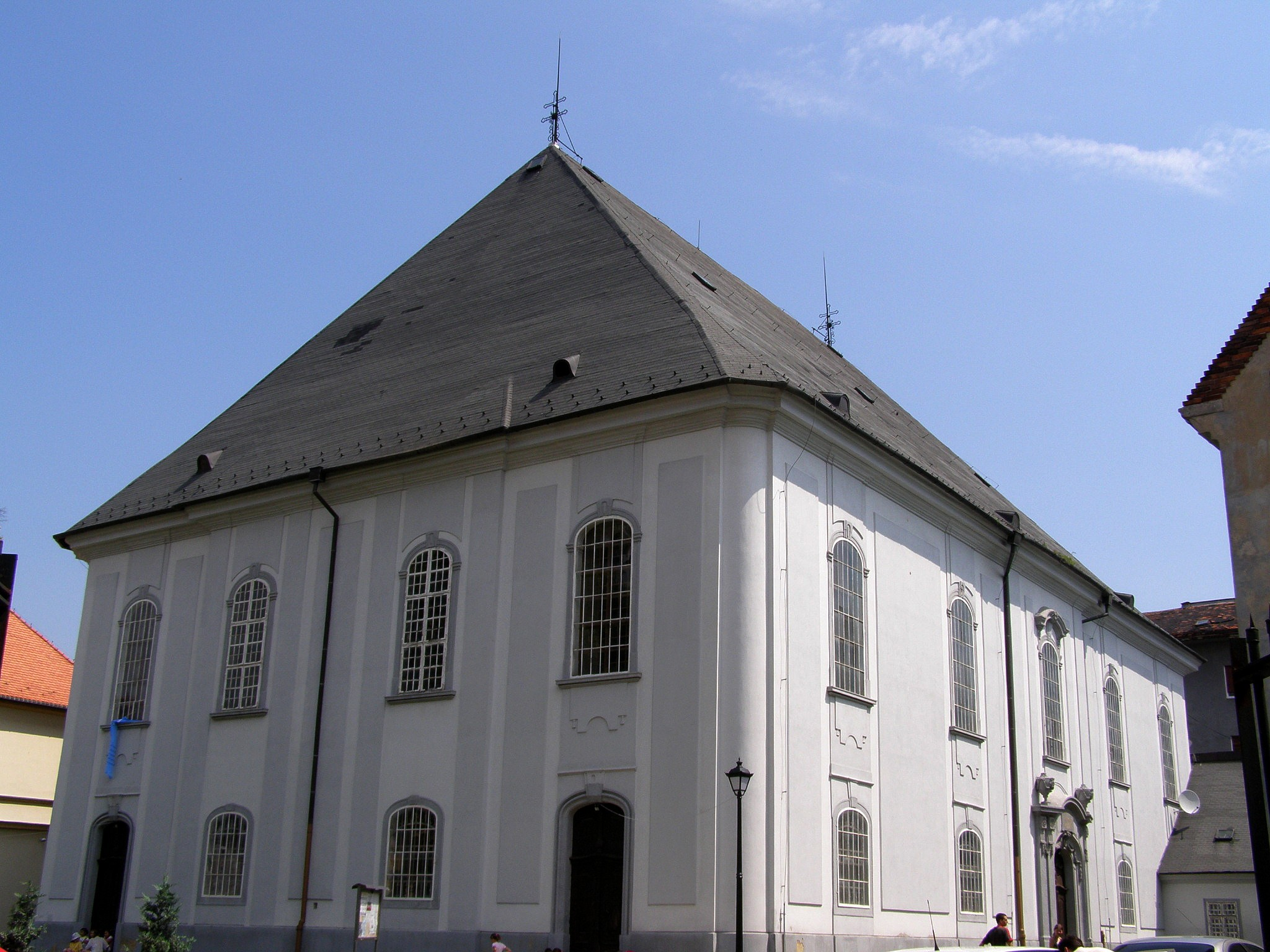
Toleranzkirche in Bratislava
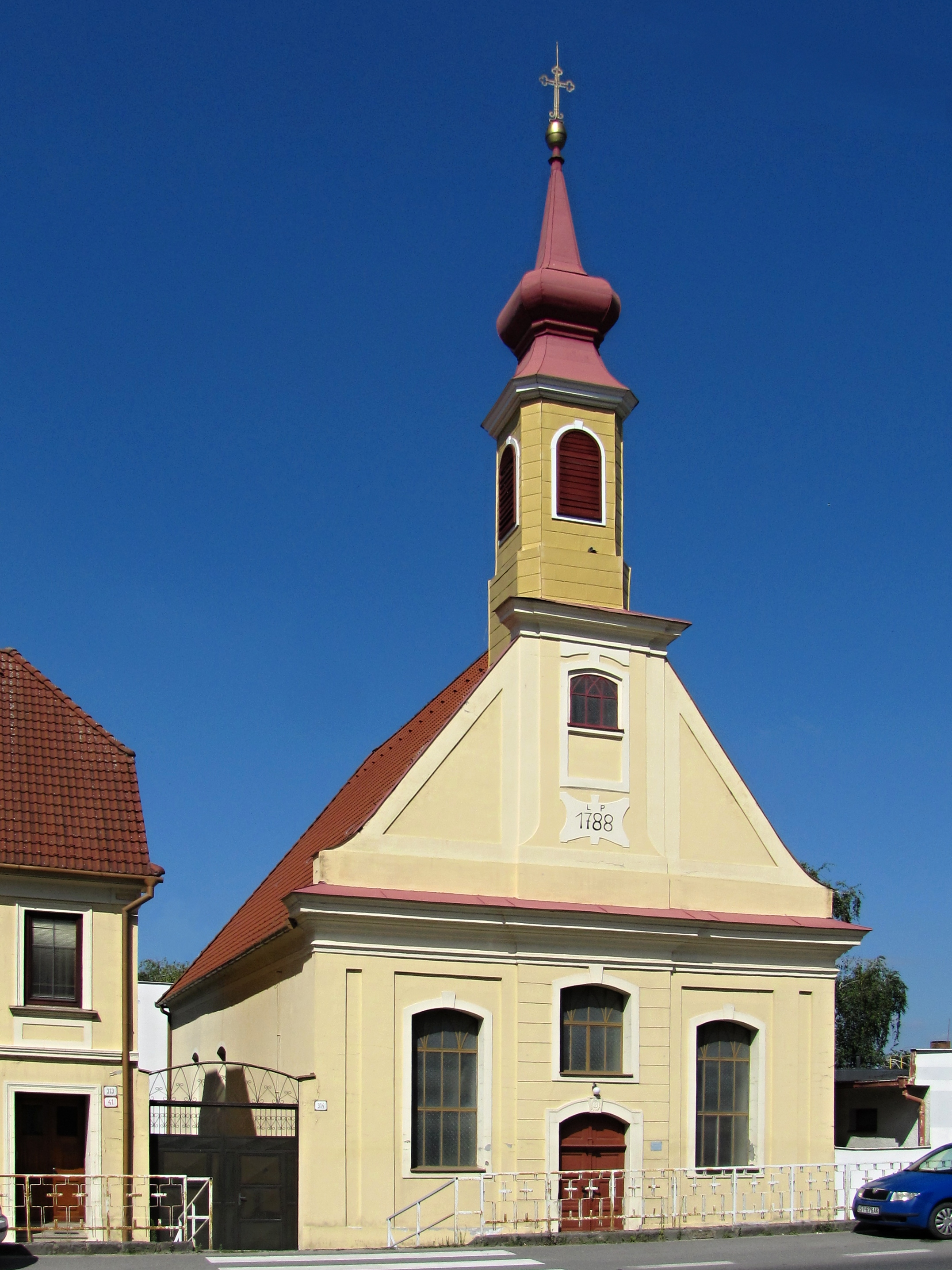
Toleranzkirche in Holíč
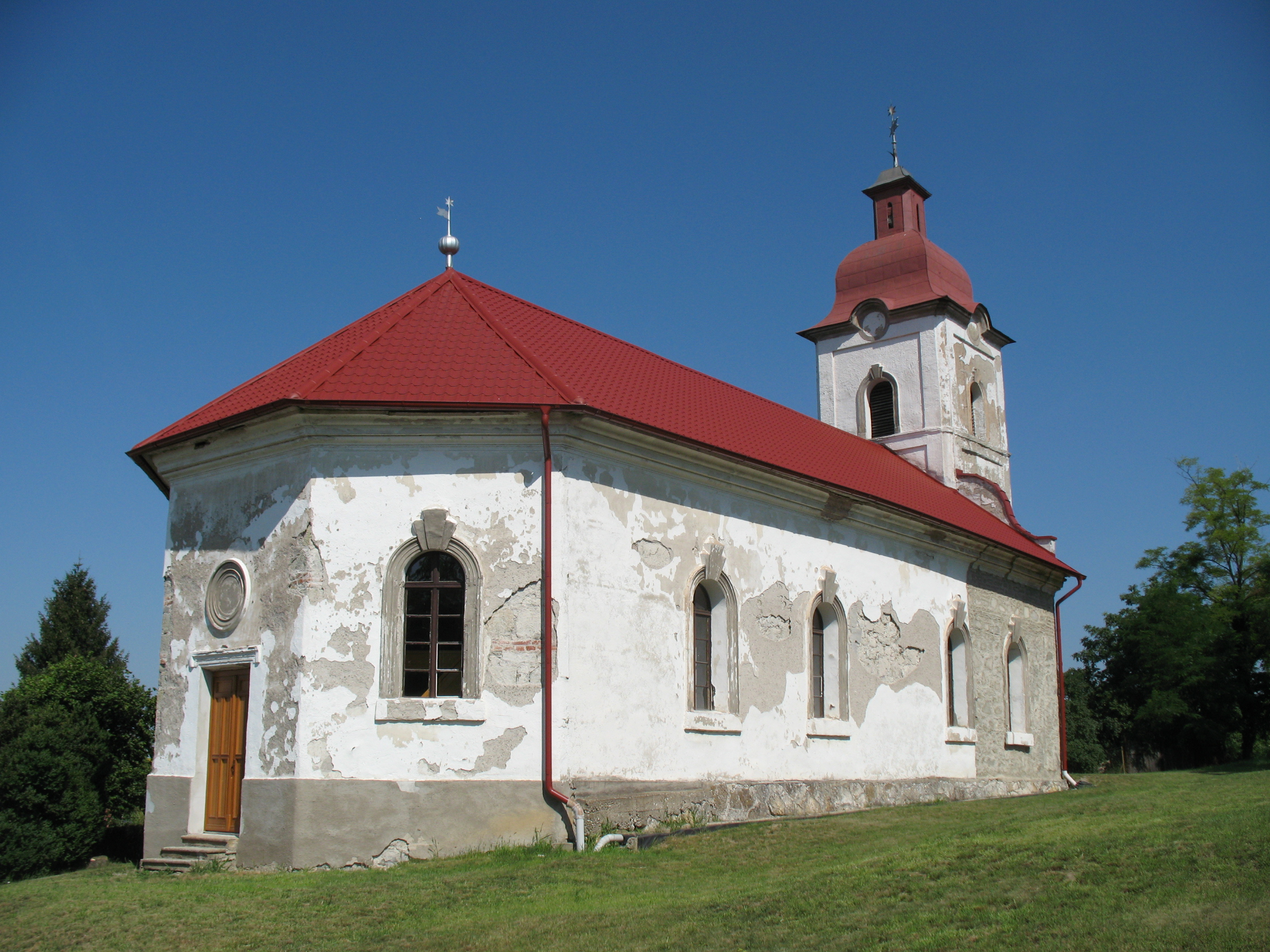
Toleranzkirche in Hontianska Vrbica
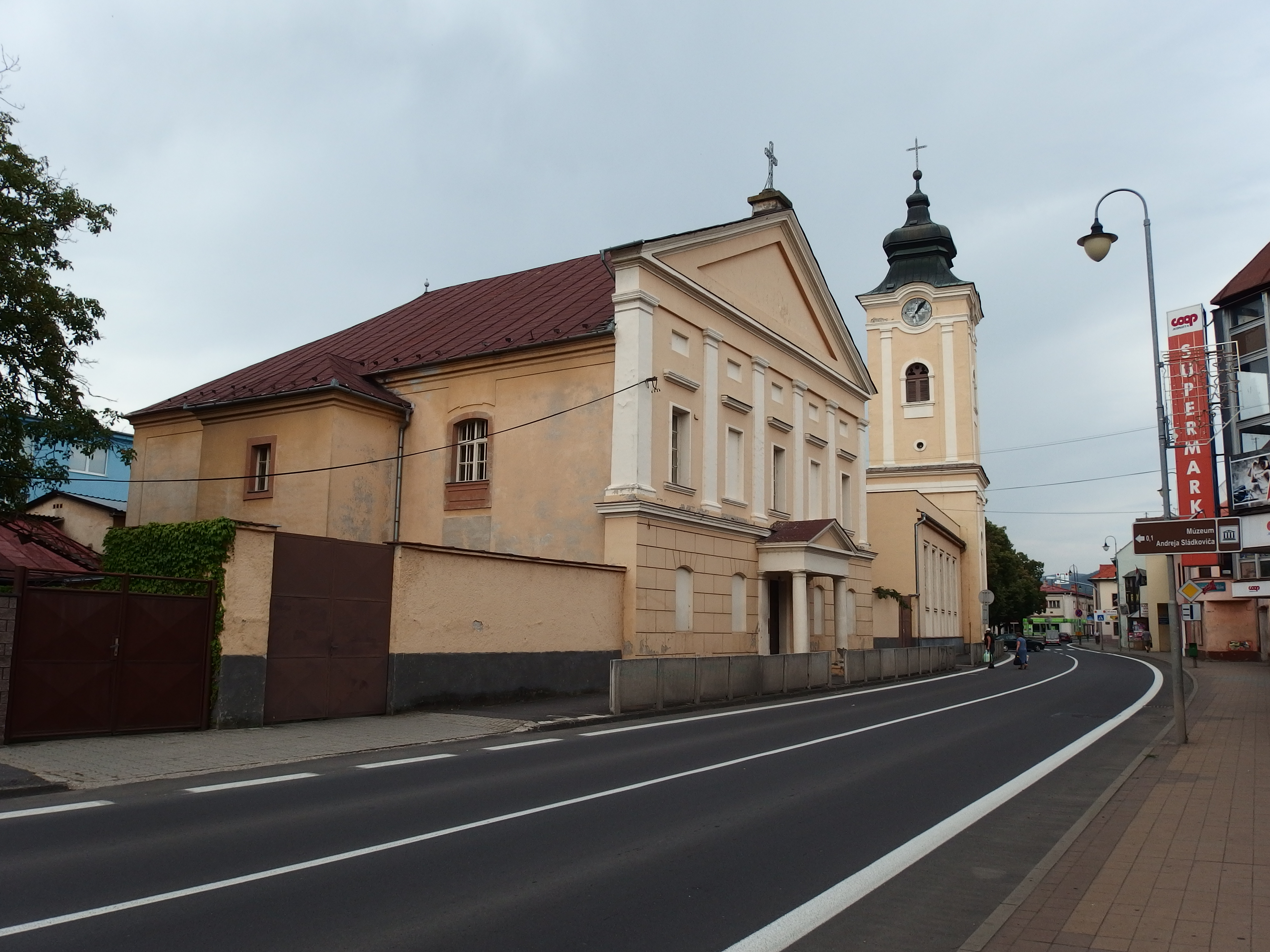
Toleranzkirche in Krupina
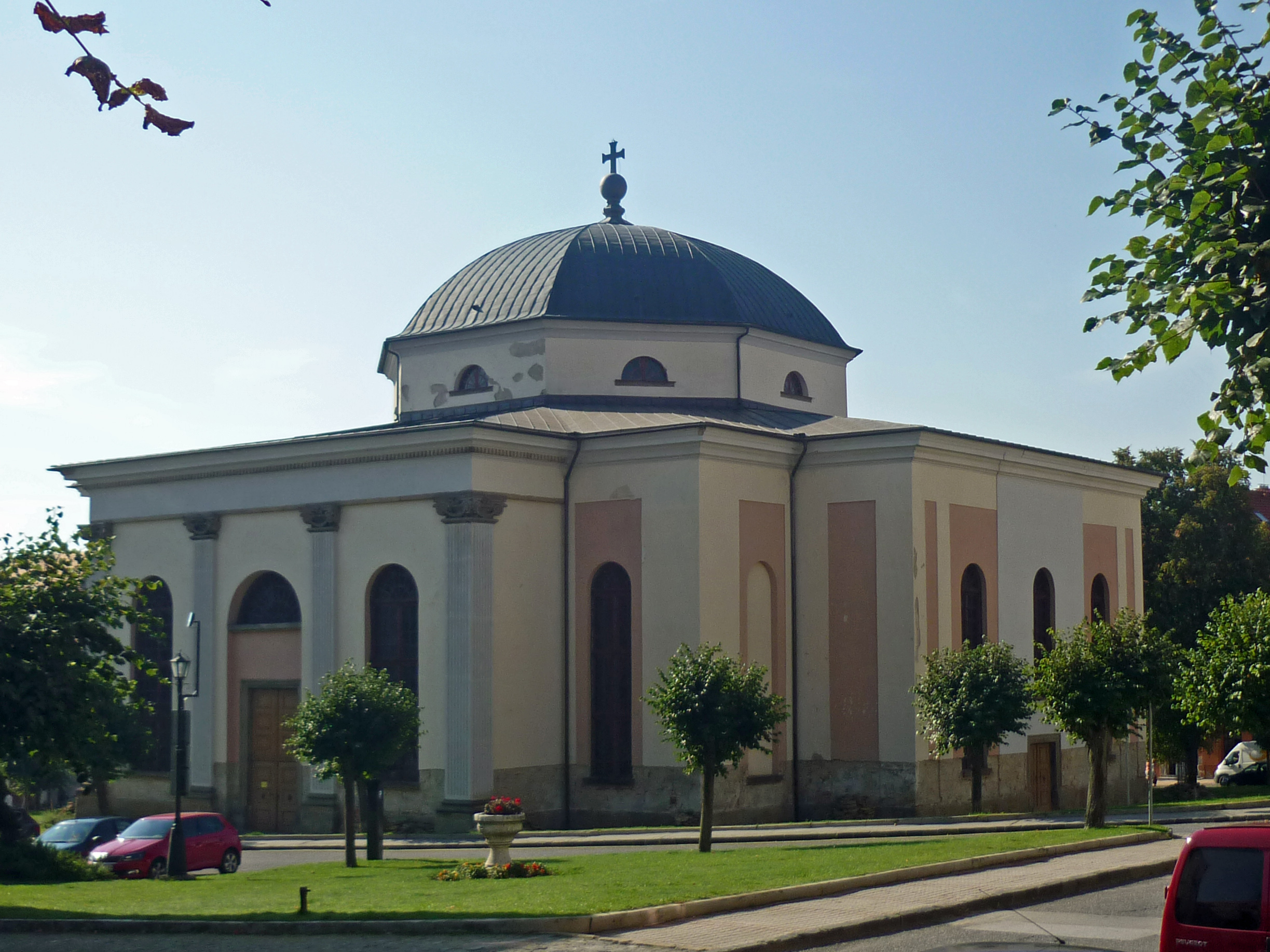
Toleranzkirche in Leutschau
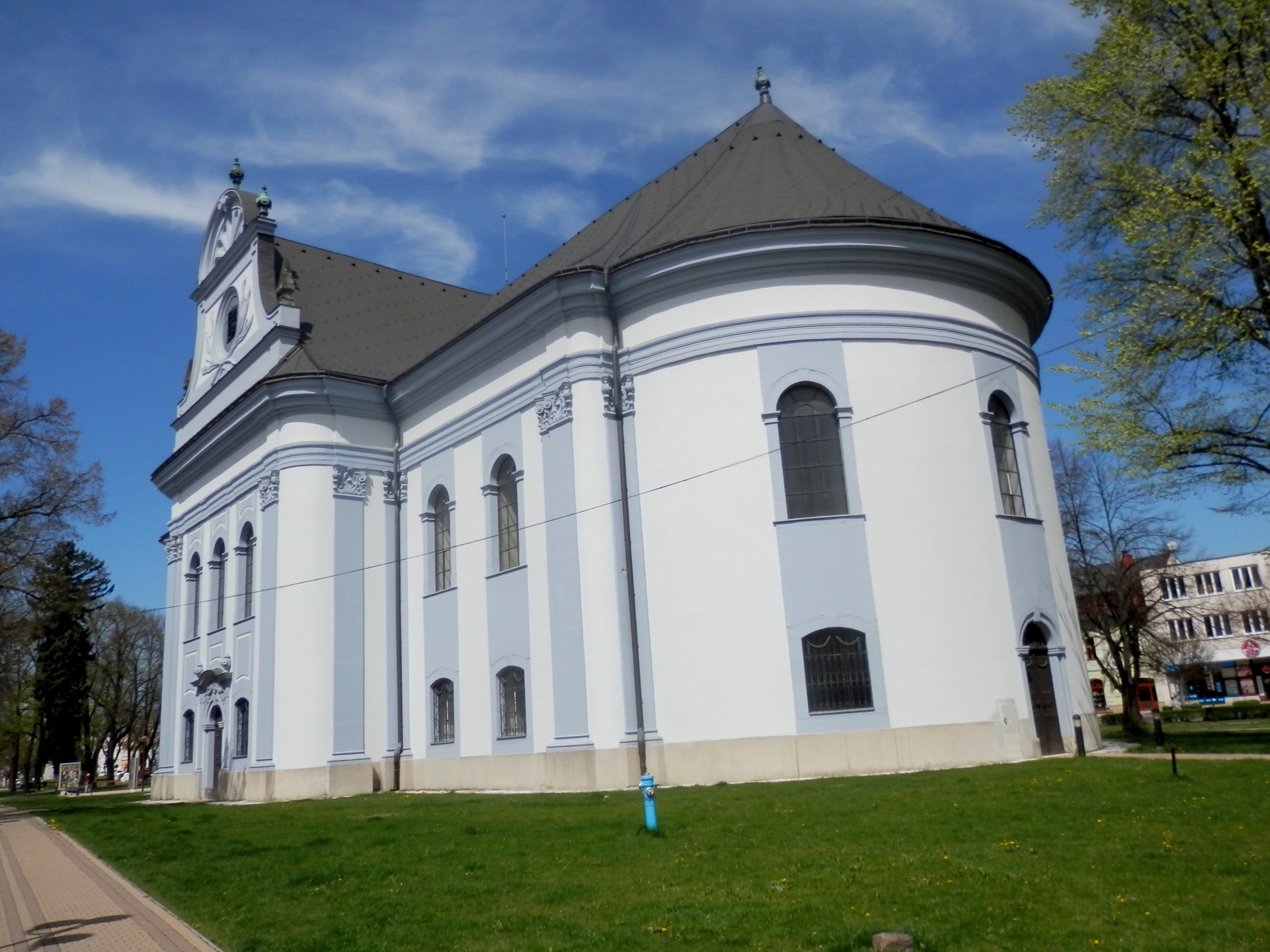
Toleranzkirche in Spišská Nová Ves
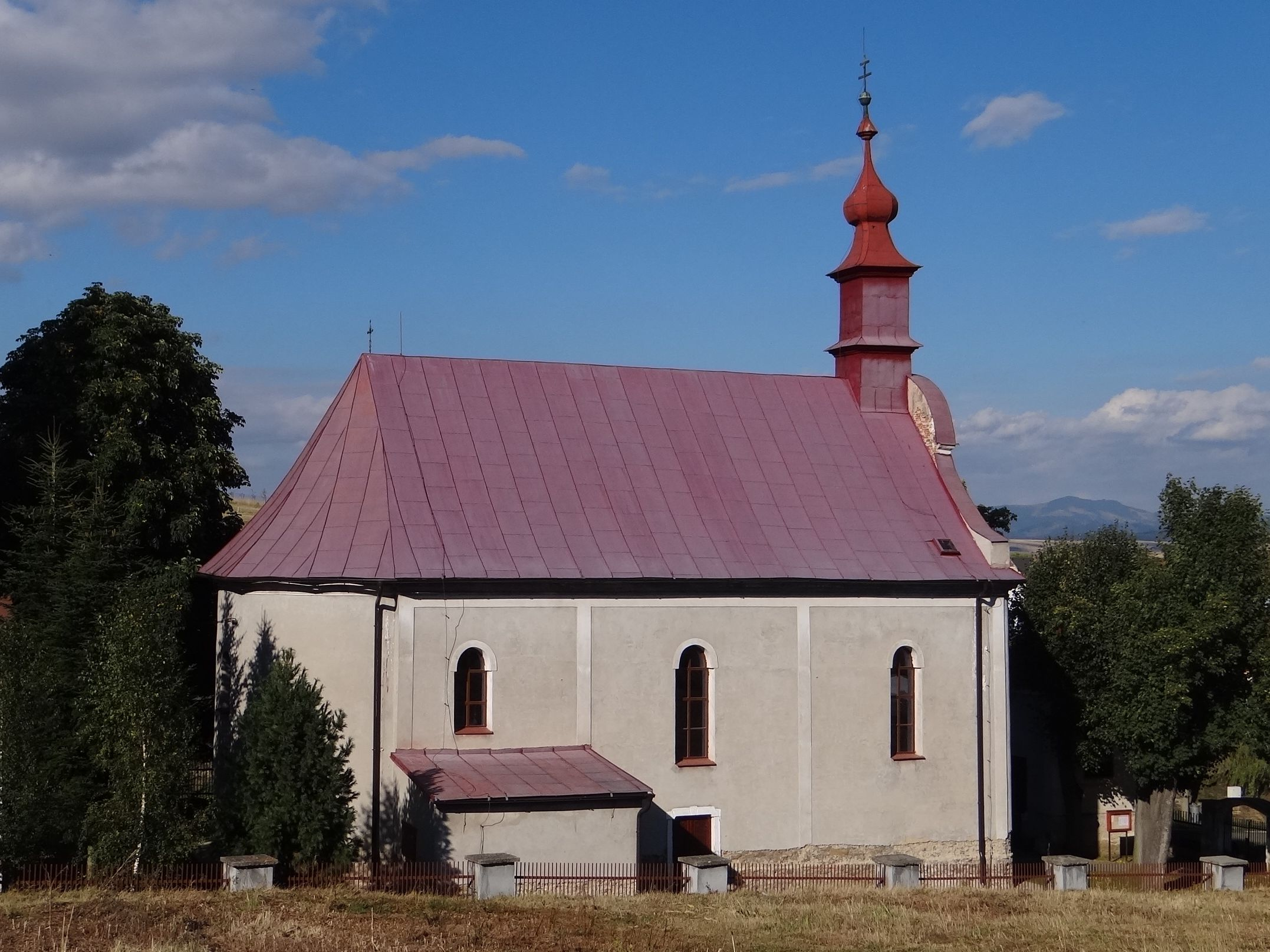
Toleranzkirche in Žakovce

## Toleranzbethäuser in Ungarn
In Ungarn entstanden reformierte Toleranzbethäuser (H. B. = Helvetisches Bekenntnis), genannt Református templom, u. a. in folgenden Orten:
- Alsónyék bei Szekszárd
- Pápa
- Sátoraljaújhely
- Szabolcs bei Sárospatak
- Szentgyörgyvölgy im Komitat Zala
- Tata
- Tákos im Komitat Szabolcs-Szatmár-Bereg

## Toleranzbethäuser inGalizien(jetzt Polen und Ukraine)
In Galizien entstanden durch die Neubesiedelung nach 1781 viele Toleranzbethäuser, sie waren in der evangelischen Superintendentur A. B. Galizien (Augsburger Bekenntnis) zusammengefasst. Bethäuser gab es u. a. in folgenden Orten:
- Baginsberg
- Bandrów Narodowy (Bandrow), Woiwodschaft Karpatenvorland
- Bolechiw (Bolechow)
- Czermin (Hohenbach), Woiwodschaft Karpatenvorland
- Dobrjanytschi (Dobrzanica)
- Kupnowytschi (Kupnowitz)
- Makowa (Hohberg), Woiwodschaft Karpatenvorland
- Nowe Selo (Drohobytsch) (Neudorf)
- Ulytschne (Gassendorf)
- Pidhajtschyky (Ortsteil Unterwalden)
- Raniżów (Ranischau), Woiwodschaft Karpatenvorland
- Retschytschany (Ortsteil Hartfeld)
- Sahirne (Gelsendorf)
- Sokoliwka (Falkenstein)
- Stadła (Stadlau), Woiwodschaft Kleinpolen
- Ternopillja (Dornfeld)
- Korosnyzja (Josefsberg) (Bethaus H.B.)
- Wola Zarczycka (Ortsteil Königsberg) (Bethaus H.B.), Woiwodschaft Karpatenvorland

Bilder von Toleranzbethäusern in Ungarn und Galizien, bei denen der ursprüngliche Zustand noch gut erkennbar ist

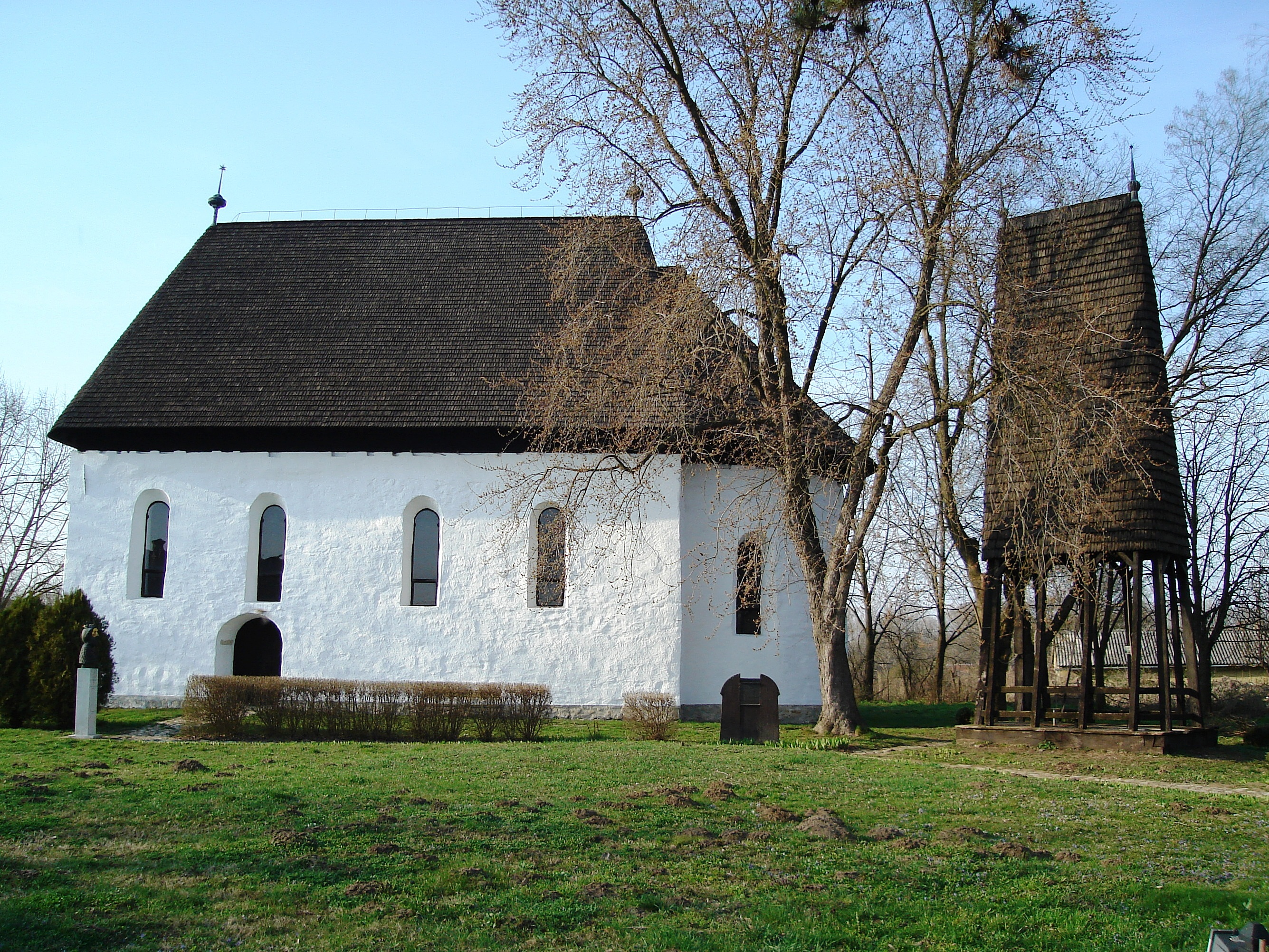
Toleranzbethaus in Szabolcs (Ungarn)
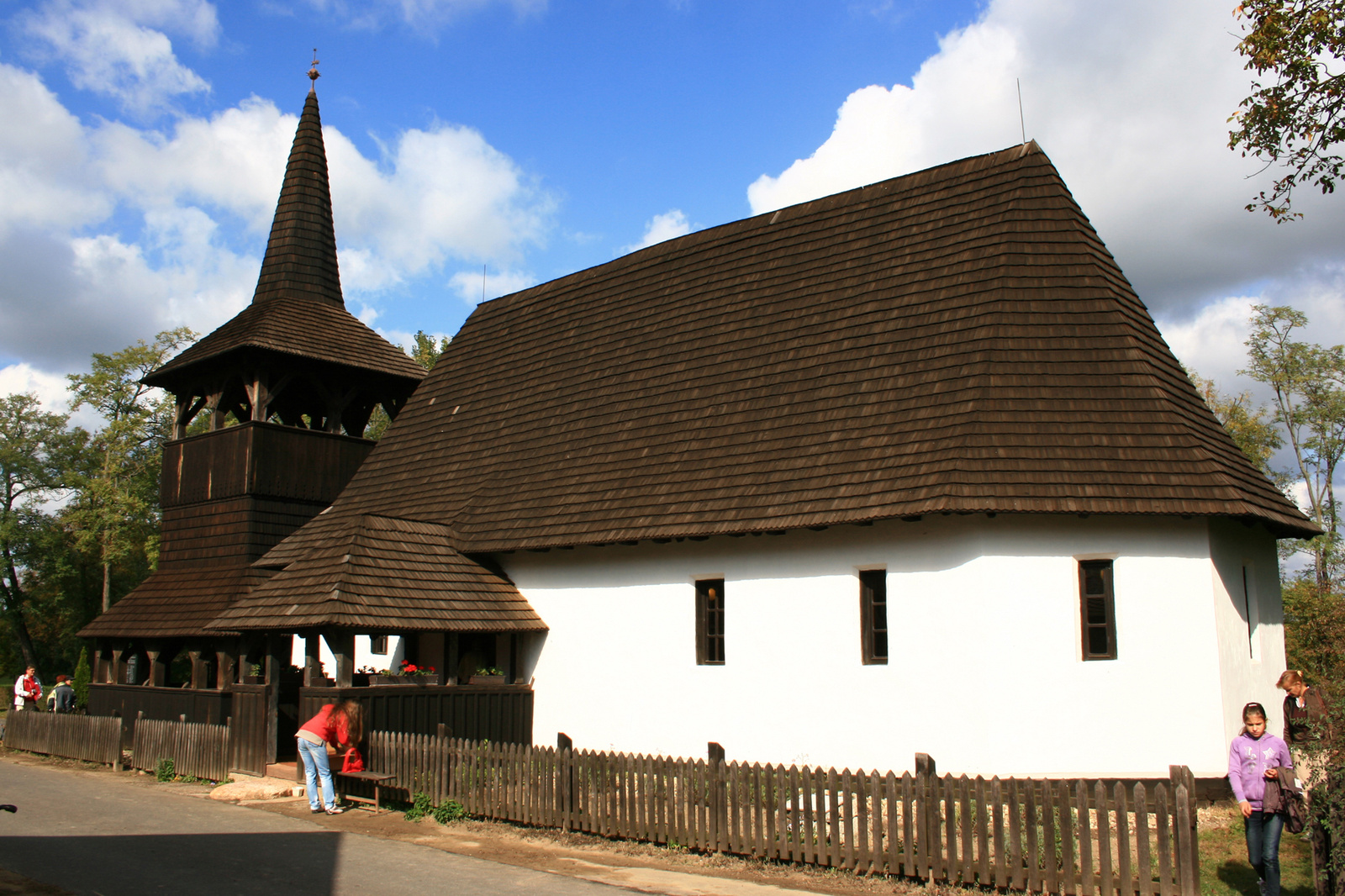
Toleranzbethaus in Tákos (Ungarn), jetzt Weltkulturerbe
Toleranzbethaus in Dornfeld (Galizien, jetzt Ukraine)